# Elizabeth II av Storbritannien
Elizabeth II, född Elizabeth Alexandra Mary den 21 april 1926 i Mayfair i London, död 8 september 2022 på Balmoral Castle i Skottland, var Storbritanniens regerande drottning (statschef), Engelska kyrkans högsta beskyddare (engelska: Supreme Governor) samt Samväldets symboliska överhuvud (engelska: Head of the Commonwealth) mellan 6 februari 1952 och 8 september 2022.
Hon var regerande drottning i ytterligare 14 samväldesriken vid tiden för sitt frånfälle: Antigua och Barbuda, Australien, Bahamas, Belize, Grenada, Jamaica, Kanada, Nya Zeeland, Papua Nya Guinea, Saint Christopher och Nevis, Saint Lucia, Saint Vincent och Grenadinerna, Salomonöarna och Tuvalu.
Elizabeth II var dotter till kung Georg VI och hans gemål Elizabeth (född Bowes-Lyon). Den 21-åriga prinsessan Elizabeth ingick äktenskap med Philip Mountbatten (född prins av Grekland och Danmark) i Westminster Abbey den 20 november 1947. Elizabeth II var änka efter att hennes make avlidit den 9 april 2021.
Elizabeth II blev regerande drottning den 6 februari 1952 efter faderns död. Hon befann sig då med prins Philip på Treetops Lodge i Aberdare nationalpark i Kenya. Hon utropades kort därefter formellt som drottning i Kronrådet och hennes kröning ägde rum i Westminster Abbey den 2 juni 1953. 

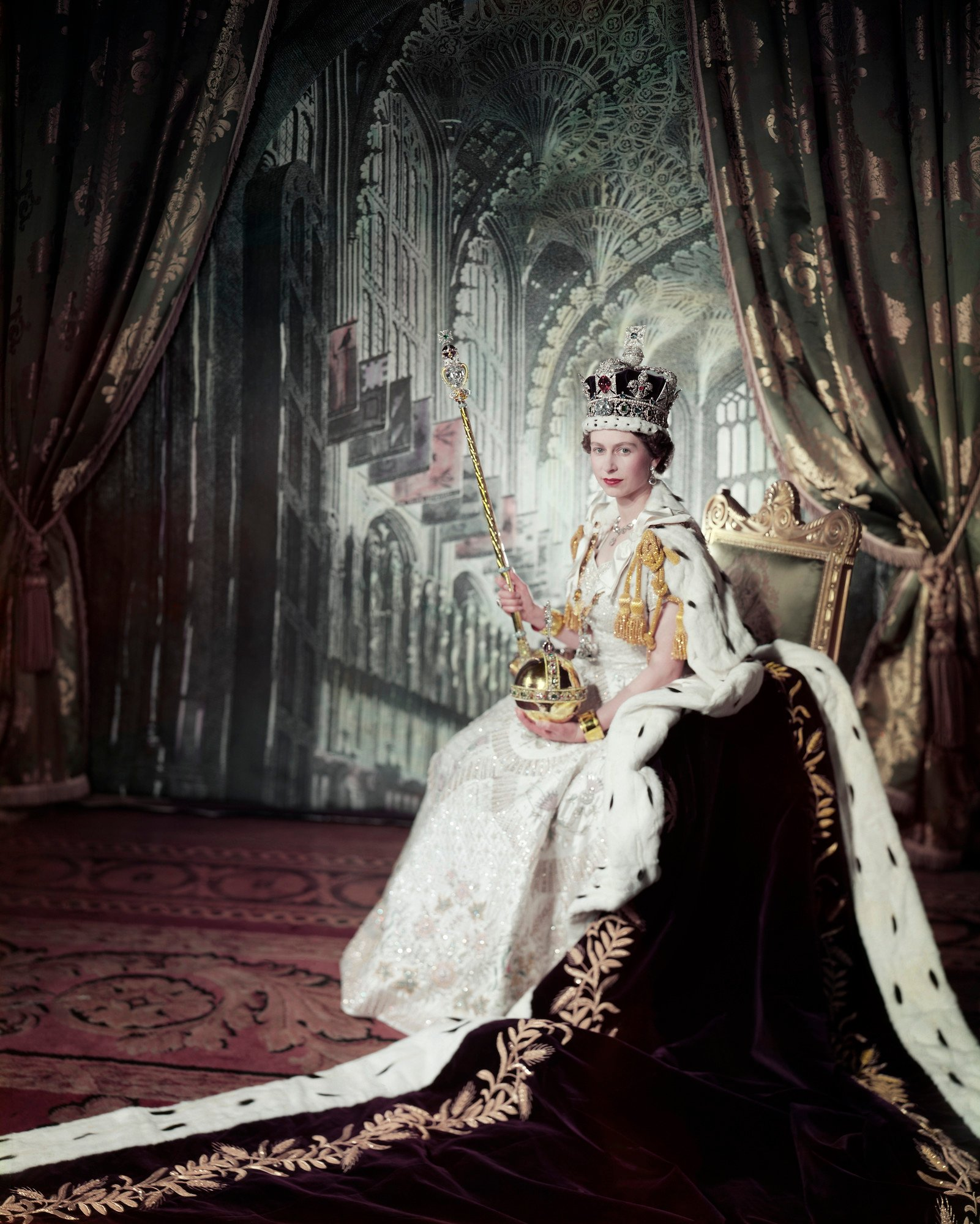
Drottning Elizabeth II vid sin kröning 1953.

Elizabeth II är den hittills äldsta brittiska monarken genom tiderna och även den brittiska monark som regerat under längst tid.
Drottningens officiella residens var Buckingham Palace i Westminster i London samt Palace of Holyroodhouse i Edinburgh i Skottland. Övriga kungliga slott som hon och hennes familj vistades på var Windsor Castle i Windsor i Berkshire i England, Sandringham House i Sandringham i Norfolk i England och Balmoral Castle i Balmoral i Aberdeenshire i Skottland.

## Uppväxt

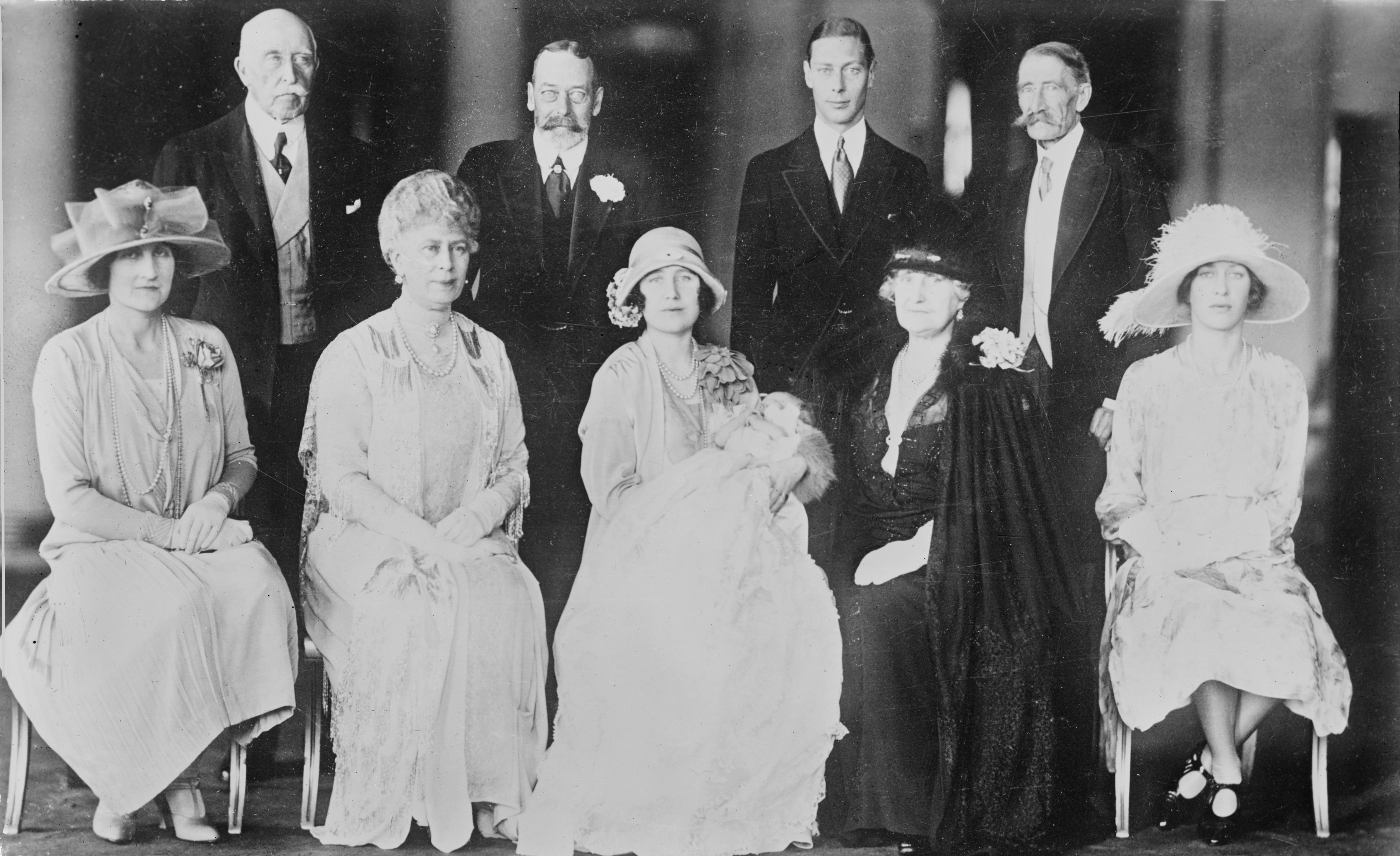
Dopfoto med föräldrar, far- och morföräldrar samt gudföräldrar.

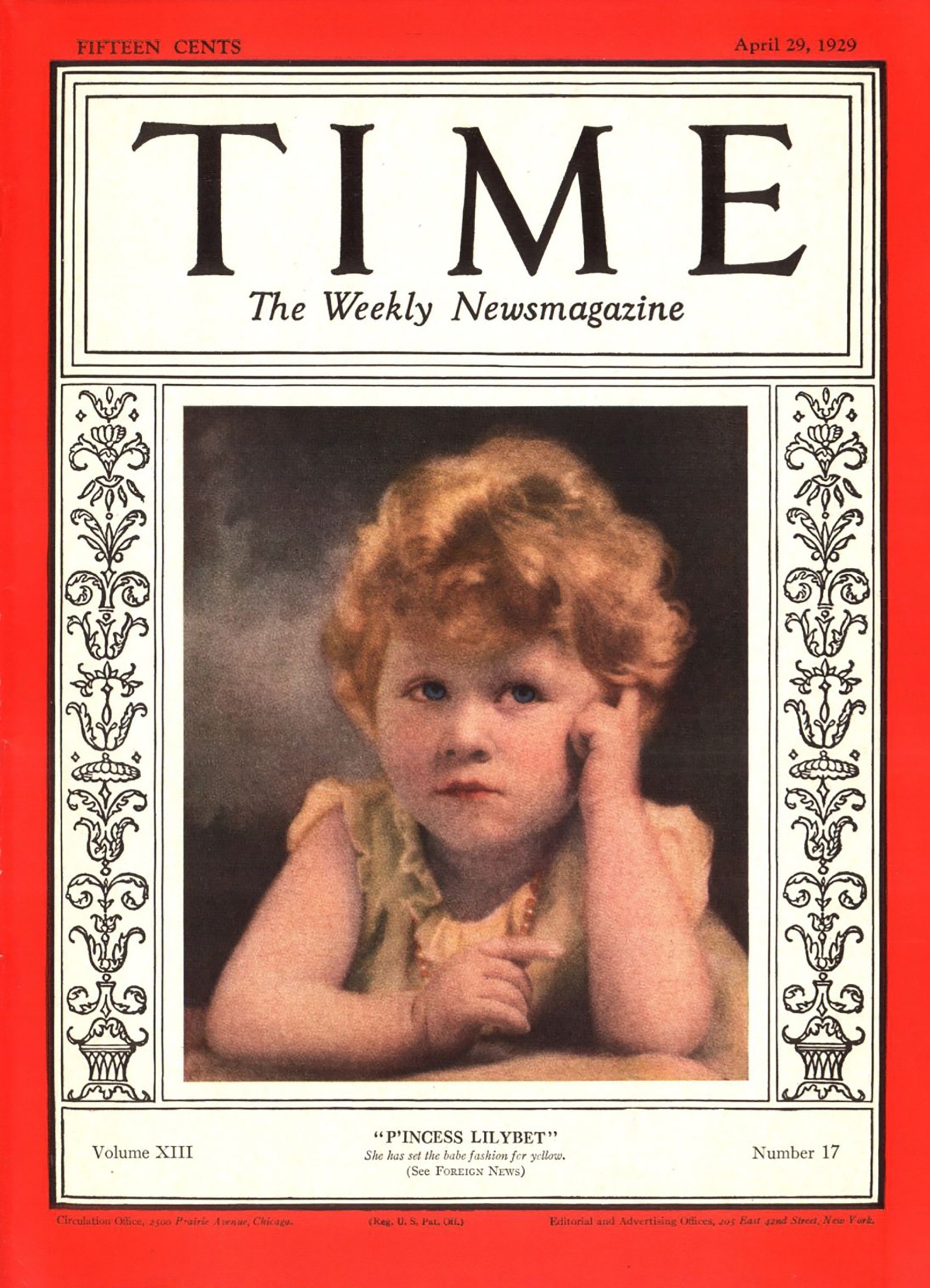
"P'INCESS LILYBET". Prinsessan Elizabeth tre år gammal på omslaget av Time Magazine.

Prinsessan Elizabeth föddes på onsdagen den 21 april 1926 klockan 02.40 i morföräldrarnas hem på 17 Bruton Street i Mayfair i London. Hennes far var prins Albert, hertig av York och modern var hertiginnan av York, född Elizabeth Bowes-Lyon. Prinsessan föddes med kejsarsnitt.
Hon döptes i det privata kapellet i Buckingham Palace av Cosmo Gordon Lang, ärkebiskop av York. Hennes gudföräldrar var kung Georg V och drottning Mary (farföräldrarna), prinsessan Mary (faster), prins Arthur, hertig av Connaught och Strathearn (farfars farbror), Claude Bowes-Lyon, 14:e earl av Strathmore och Kinghorne (morfar) samt baronessan Mary Elphinstone (moster). Vissa källor listar även mormodern som gudmor.
Hon namngavs efter sin mor (Elizabeth), farfaderns mor Alexandra av Danmark och farmodern Mary av Teck. Inom familjen kom hon dock att kallas "Lilibet".
Vid prinsessan Elizabeths födelse var hennes farbror, prinsen av Wales, först i tronföljden. Därefter följde hennes far och sedan hon själv. Prinsen av Wales var ännu ogift, men kunde förväntas få arvingar. Därför framstod den nyfödda prinsessans möjlighet att en dag bli regerande drottning inte som särskilt sannolik.
21 augusti 1930 föddes hennes syster; prinsessan Margaret. 1932 flyttade hertigparet av York och deras två döttrar till Royal Lodge i Windsor Great Park nära Windsor Castle.
Den unga prinsessan Elizabeth gick aldrig i någon vanlig skola utan undervisades av privatlärare tillsammans med systern. Hennes lärare hette Marion Crawford (1909–1988). Hennes lärare i historia och konstitutionell rätt var professor C.H.K. Marten, vicerektor vid Eton College. Hon lärde sig också franska, som hon talade flytande. Prinsessan undervisades i den kristna tron av ärkebiskopen av Canterbury.

## Närmaste arvinge till tronen
När hennes far blev kung Georg VI år 1936, efter äldre brodern Edvard VIII:s abdikation 10 december, blev prinsessan Elizabeth först i den brittiska tronföljden och därmed presumtiv tronföljare.
Prinsessan Elizabeth var 13 år när andra världskriget bröt ut. Under kriget bodde kungaparets två döttrar på Windsor Castle. Den 13 oktober 1940 gjorde hon sitt första radioframträdande i BBC i programmet Children's Hour där hon talade till jämnåriga som evakuerats från städerna för att undkomma blitzen. 1943 utförde hon sin första representationsuppdrag på egen hand, tillbringandes en dag med stridsvagnsbataljonen vid Grenadier Guards, vid vilket hon utsetts till hedersöverste. I juli 1944 agerade hon för första gången som Counsellor of State och undertecknade statshandlingar i kungens frånvaro, som då var och inspekterade slagfälten i Italien.

### Militär karriär

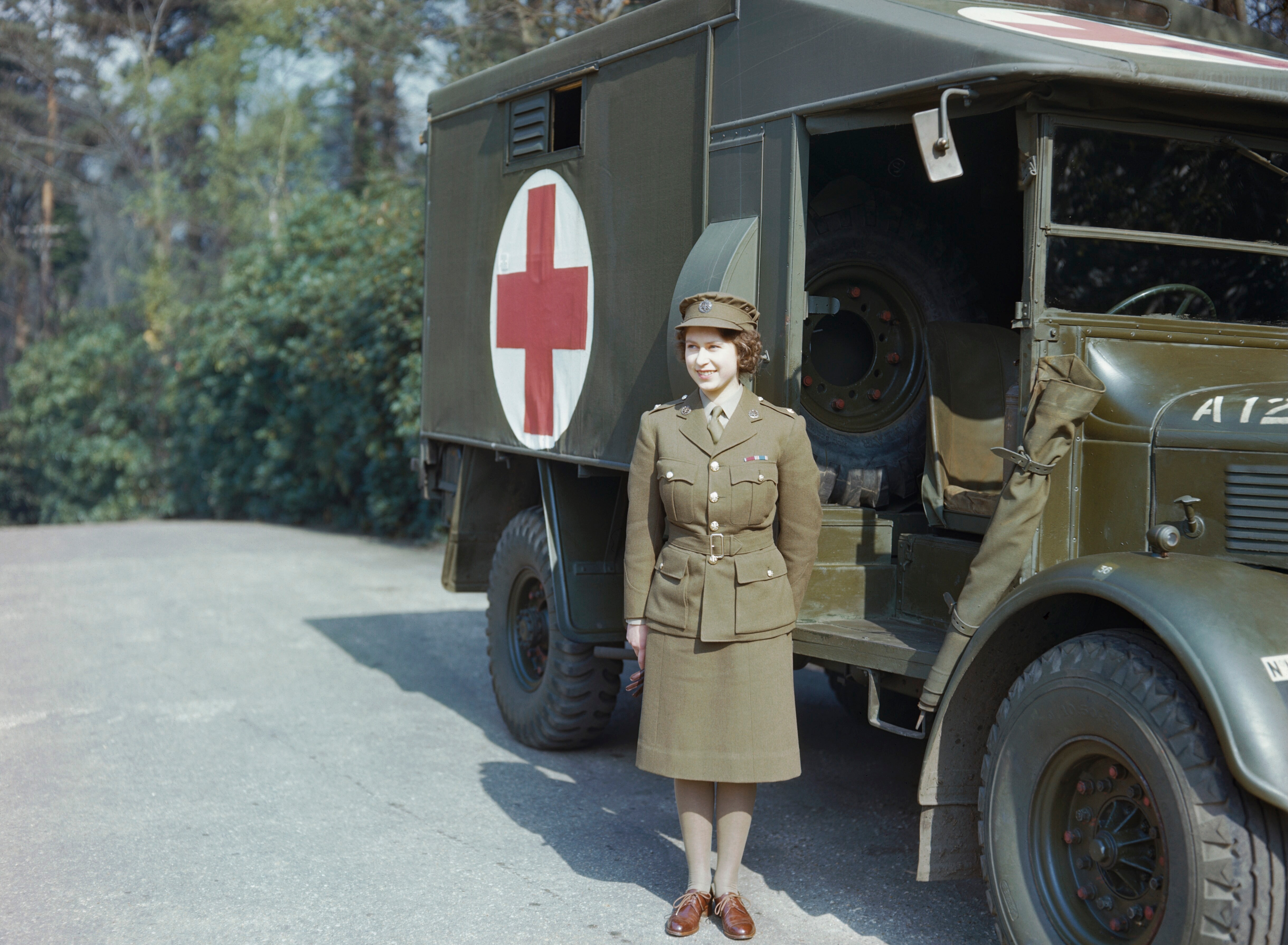
Prinsessan Elizabeth i april 1945.

År 1945 började hon i den kvinnliga frivilligdelen av den brittiska armén (Auxiliary Territorial Service). Hon är den hittills enda kvinnliga medlemmen i det brittiska kungahuset som har tjänstgjort i armén. Elizabeth var mestadels bilförare och utbildades till fordonsmekaniker inom försvaret.

### Kungliga uppdrag
Prinsessan Elizabeth gjorde sin första officiella resa utanför Europa 1947, till Sydafrikanska unionen. Sydafrika var då en dominion i det brittiska imperiet, där kungaparet och deras döttrar besökte bland annat Kapstaden och Taffelberget. Kungafamiljen färdades till Sydafrika ombord på slagskeppet HMS Vanguard. I ett radiotal som hon höll på sin 21-årsdag lovade prinsessan att ägna återstoden av sitt liv till att tjäna den brittiska nationen och samväldet.

## Äktenskap
Elizabeth hade mött sin blivande man prins Philip 1934 och 1937 vid släktträffar i Danmark. Båda härstammar från Kristian IX av Danmark (Elizabeth genom dottern Alexandra som blev Edvard VII:s gemål och Philip på fädernet genom andre sonen, Georg I av Grekland), och är samtidigt också ättlingar till Drottning Viktoria av Storbritannien (Elizabeth II på fädernet genom äldste sonen Edvard VII och Philip på mödernet genom dottern Alice). När Elizabeth vid 13 års ålder 1939 träffade Philip i England, blev hon förälskad och de började brevväxla med varandra.
Elizabeth förlovade sig med löjtnant Philip Mountbatten den 9 juli 1947 och gifte sig den 20 november samma år i Westminster Abbey. Philip hade avsagt sig titeln prins av Grekland och Danmark och tog familjenamnet Mountbatten efter sin mor Alice, som var syster till Louis Mountbatten och kronprinsessan Louise av Sverige. Han konverterade samtidigt från den grekisk-ortodoxa tron till den anglikanska kyrkan. I samband med bröllopet erhöll Philip titeln Hans Kunglig Höghet, Hertig av Edinburgh av sin blivande svärfar, men det skulle dröja till 1957 innan han formellt blev brittisk prins. Efter bröllopet bosatte de sig i Clarence House i London. Från 1946 till 1953 var Philip stationerad på Malta, då en brittisk koloni, där han tjänstgjorde i flottan. Hans morbror Lord Mountbatten hade köpt Villa Gwardamangia i byn Gwardamanġia 1929. Elizabeth bodde där 1949–1951, när hon besökte sin make.

### Tronföljare och småbarnsmor
Den 14 november 1948, klockan 21.14 födde prinsessan Elizabeth sitt första barn, Charles. Förlossningen ägde rum i Buckingham Palace.
Prinsessan Elizabeth födde sitt andra barn och enda dotter, prinsessan Anne, den 15 augusti 1950 i Clarence House dit familjen flyttat. De två äldsta barnen var prins och prinsessa från födseln. Hennes far, kung Georg VI, hade mindre än en vecka före prins Charles födelse tillkännagivit att prinsessan Elizabeths barn skulle vara prinsar och prinsessor från födseln.
Under 1950 drabbades Georg VI av lungcancer. Hans hälsa försämrades under 1951 och Elizabeth fick då kliva in som sin fars ställföreträdare vid representation, bland annat intog hon kungens plats i Trooping the Colour 1951. Tillsammans med sin make ersatte hon även kungen under en officiell rundresa i världen, under vilken de besökte Grekland, Italien, Malta, Kanada och USA. I Washington, D.C. mottogs hon av USA:s president Harry S. Truman den 31 oktober 1951 på Washington National Airport.

## Styre

### Tillträde och kröning
Den 6 februari 1952 avled Elizabeths far, kung Georg VI, i sömnen i sin säng i Sandringham House. 31 januari samma år hade han åkt till London-Heathrows flygplats för att vinka av Elizabeth och Philip, som vid dödstillfället befann sig ute i vildmarken i den brittiska Kenyakolonin. Prinsessan Elizabeth återvände till hemlandet och utropades dagen därpå till drottning Elizabeth II i kronrådet.
Hennes kröning ägde emellertid rum först den 2 juni 1953 i Westminster Abbey. Hennes kröningsceremoni var den första i Storbritannien som televiserades av BBC. Hennes fars kröning 1937 hade endast filmats för journalfilm.

### 1950-talet

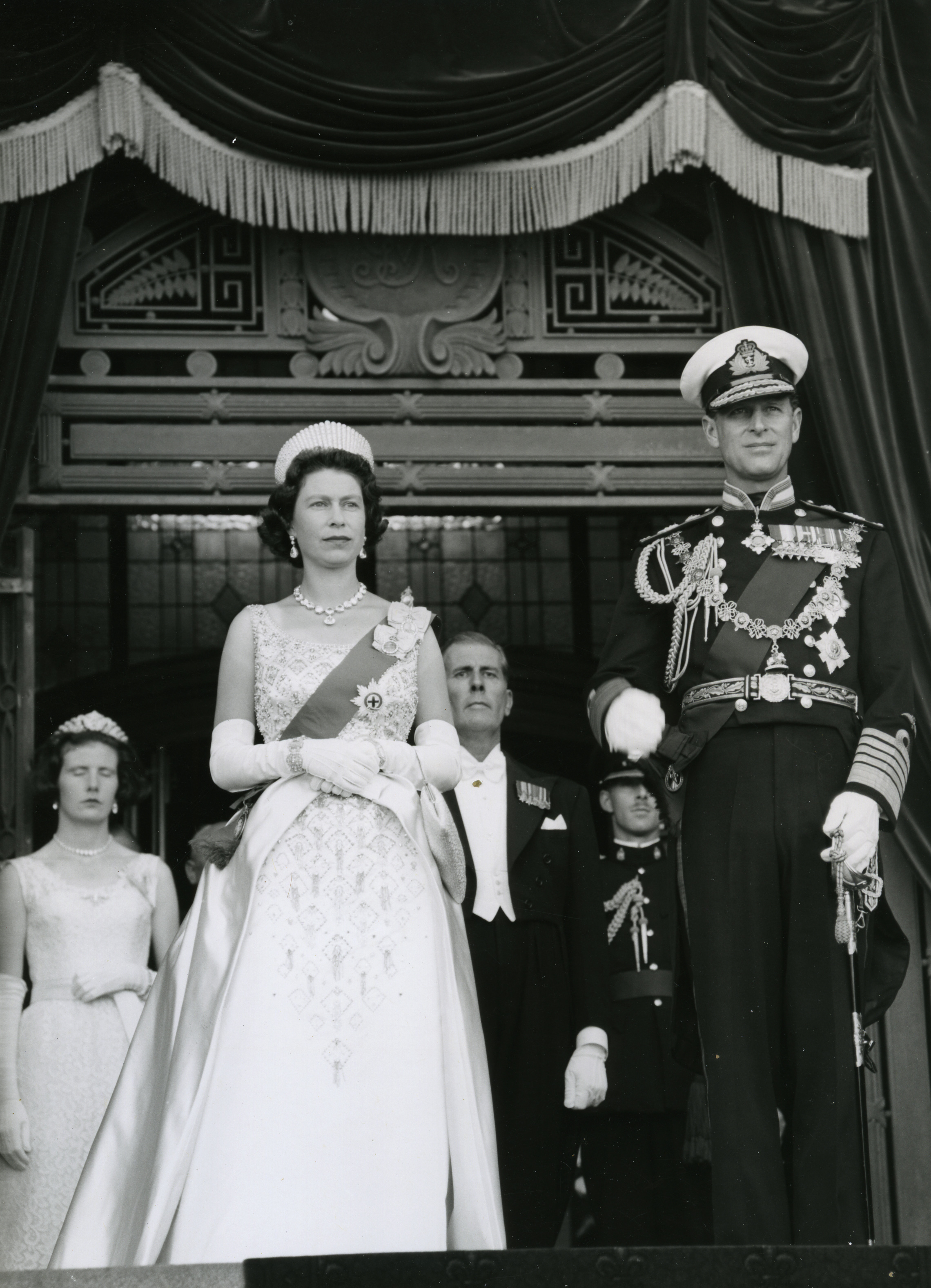
Drottning Elizabeth II och prins Philip vid öppnandet av Nya Zeelands parlament i Wellington 1963.

Kung Georg VI hade varit angelägen att efter andra världskrigets slut göra en större resa genom sitt vidsträckta samvälde, men han hade hindrats på grund av sin dåliga hälsa. Prinsessparet Elizabeth och Philip hade påbörjat en resa till Australien och Nya Zeeland i januari 1952, men kungens död i februari innebar att resan hade avbrutits halvvägs. Fem månader efter kröningen påbörjade drottningen och hennes gemål en jordenruntresa genom samväldet. De lämnade London med flyg i december till utomeuropeiska territoriet Bermuda i Atlanten och flög därefter vidare till Jamaica i Karibiska havet, där de senare steg ombord på ångfartyget S.S. Gothic, som skulle bli deras bas under återstoden av resan. Efter att ha passerat Panamakanalen och korsat Stilla havet nådde drottningen och hertigen av Edinburgh Brittiska Västra Stillahavsterritoriet Fiji och fortsatte därefter västerut till östaten Tonga. Den 23 december 1953 steg de i land på Nya Zeeland och stannade där i mer än en månad. Det var första gången en regerande monark besökte landet. Därefter seglade de vidare till Australien, där de tillbringade februari- och marsmånad. Också Australien fick därmed sitt första besök av en regerande monark från moderlandet. Återresan till brittiska öarna över Indiska oceanen inkluderade stopp på Kokosöarna, Ceylon, kronkolonin Aden, Uganda och Malta. I Malta återförenades Elizabeth II och Philip med de två barnen, Charles och Anne, och därifrån åkte de för första gången ombord på det nybyggda kungaskeppet HMY Britannia via Gibraltar på Iberiska halvön tillbaka till London.
Drottning Elizabeth II genomförde två statsbesök till Sverige under sin långa regeringstid, första gången i juni 1956 i samband med ryttarolympiaden i Stockholm 1956 på inbjudan av kung Gustaf VI Adolf, andra gången i 25-28 maj 1983, då med kung Carl XVI Gustaf som värd. Till Finland har hon kommit på statsbesök en gång, 1976, på inbjudan av president Urho Kekkonen. Vid samtliga tre besök ankom hon och hennes gemål i det dåvarande kungaskeppet HMY Britannia.
I november 1956 invaderade brittiska och franska trupper med stöd av Israel det självständiga Egypten för att återta Suezkanalen, som nationaliserats av Egyptens president Gamal Abdel Nasser. Utfallet i Suezkrisen blev förnedrande för Storbritanniens roll som stormakt: de tvingades till reträtt sedan supermakterna USA och Sovjetunionen demonstrerat sitt inflytande och premiärminister Anthony Eden tvingades avgå. Det innebar en prövning av drottningen i hennes olika roller som statsöverhuvud för dels Storbritannien (där det var premiärministern och kabinettet som tog besluten om att gå i krig) och dels andra samväldesriken (som motsatte sig Storbritanniens agerande) där hennes möjlighet till inflytande var ännu mindre.

### 1960-talet
19 februari 1960 födde drottning Elizabeth II sitt tredje barn, prins Andrew i Buckingham Palace. Fyra år senare 10 mars 1964 föddes hennes fjärde barn prins Edward, även denna födsel ägde rum i Buckingham Palace.
Under 1960 och 1970-talen pågick avkoloniseringen för fullt i Afrika och Västindien: fler än 20 länder övergick från brittisk koloni eller protektorat till självstyre som suveräna stater. Vissa har förblivit samväldesriken med den brittiska regenten som sin statschef, exempelvis Bahamas och Jamaica, medan andra likt Nigeria och Pakistan övergick efter några få år som samväldesriken till ett republikanskt statsskick, men kvarstod som medlemmar i samväldet som en rent mellanstatlig organisation likt Indien hade gjort 1950.
I Rhodesia däremot, nekade premiärminister Ian Smith 1965 den brittiska begäran om att ge rösträtt till den svarta majoritetsbefolkningen. Hans regering förklarade ensidigt landets oberoende medan han också uttryckte "lojalitet och hängivenhet" till Elizabeth II. Drottningen entledigade honom i ett formellt uttalande, och det internationella samfundet utfärdade ekonomiska sanktioner mot Rhodesia. Landet omvandlades i protest till en republik 1970 efter en folkomröstning 1969. Ian Smith och hans regim gav upp motståndet 1977 under trycket av sanktionerna och 1979 valdes Robert Mugabe till premiärminister i det från Storbritannien nu självständiga Zimbabwe.

### 1970-talet

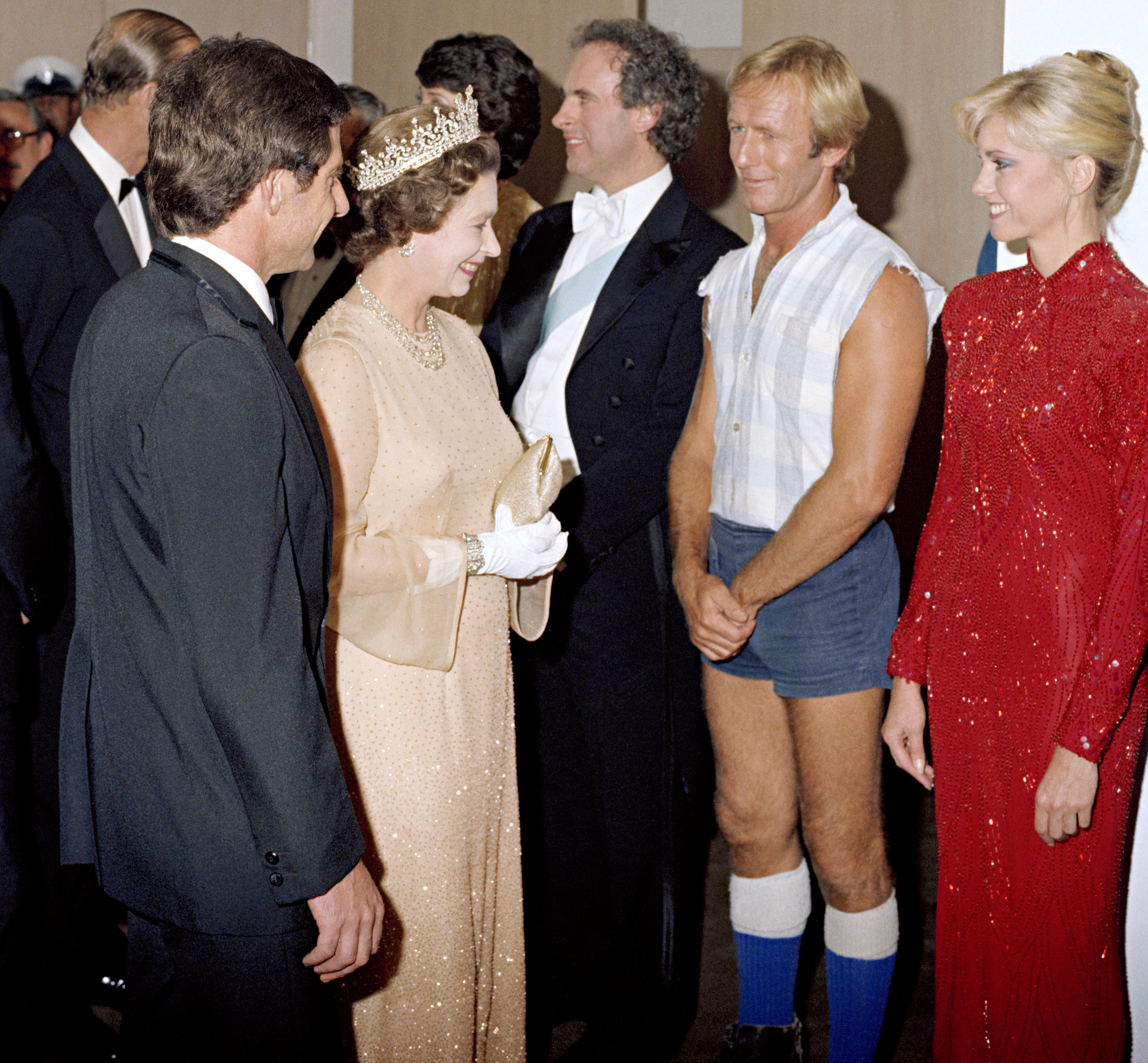
Drottning Elizabeth II hälsar på skådespelaren Paul Hogan och sångerskan Olivia Newton-John vid en välgörenhetskonsert i Sydneys operahus 1980.

Som Kanadas drottning öppnade Elizabeth II Olympiska sommarspelen 1976 i Montréal, och dottern, Prinsessan Anne, deltog i det brittiska laget i fälttävlan.
År 1977 firades Elizabeth II:s 25-årsjubileum på tronen, silverjubileet, vilket bemöttes med stor kritik på grund av Storbritanniens ekonomiska problem vid tidpunkten. 1979 avslöjades Anthony Blunt, tidigare chef för drottningens konstsamling Royal Collection, som en sovjetisk spion och en medlem av spionringen Cambridge Five. Den 27 augusti samma år, blev prins Philips morbror Louis Mountbatten mördad i sin fritidsbåt av en fjärrstyrd bomb nära sitt sommarhem i Sligo på västra Irland, ett bombdåd som IRA tog på sig skulden för. Mountbatten fick en statsbegravning i Westminster Abbey, men gravsattes i Romsey Abbey.

### 1980-talet
Äldste sonen prins Charles gifte sig 1981 med lady Diana Spencer i en storslagen vigsel som förrättades i Sankt Paulskatedralen den 29 juli. Elizabeths andre son, prins Andrew, utbildad som helikopterpilot i flottan, deltog i Falklandskriget 1982 ombord på hangarfartyget HMS Invincible från avfärden i april till återfärden i september. Vid ett besök i ett regnigt Ottawa undertecknade hon på Parliament Hill den 17 april Constitution Act, 1982 som innebar att Kanadas konstitution överfördes (repatrierades) till Kanadas parlament och provinserna att själva besluta om, utan medverkan av Storbritanniens parlament. Drottningens underskrift kontrasignerades av Kanadas premiärminister Pierre Elliott Trudeau.
Den 21 juni samma år föddes det första barnbarnet med kunglig titel, äldste sonen till prins Charles på St Mary's Hospital, som senare döptes till prins William den 4 augusti. Två år senare, 15 september 1984 föddes en yngre son till prinsparet av Wales, prins Harry. Drottningens andre son, prins Andrew gifte sig 23 juli 1986 i Westminster Abbey med Sarah Ferguson. Innan vigseln tilldelades prins Andrew den 23 juli pärsvärdigheten hertig av York.
Tidningen Sunday Times skrev den 20 juli 1986 att drottningen var orolig för att premiärminister Margaret Thatchers ekonomiska politik underblåste sociala konflikter i landet. Hon var orolig för hög arbetslöshet, den våldsamma gruvarbetarstrejken och Thatchers vägran att införa sanktioner mot den sydafrikanska apartheidregimen. Källorna till ryktena inkluderade hovets pressekreterare Michael Shea och Samväldets generalsekreterare Shridath Ramphal. Shea hävdade att hans uttalanden togs ur sitt sammanhang och innehöll spekulation. Oavsett vilket så fick Margaret Thatcher två personliga ordensdekorationer från drottningen (dvs inte på sittande premiärministers inrådan), Förtjänstorden och Strumpebandsorden, efter att hon avgick som premiärminister.

### 1990-talet

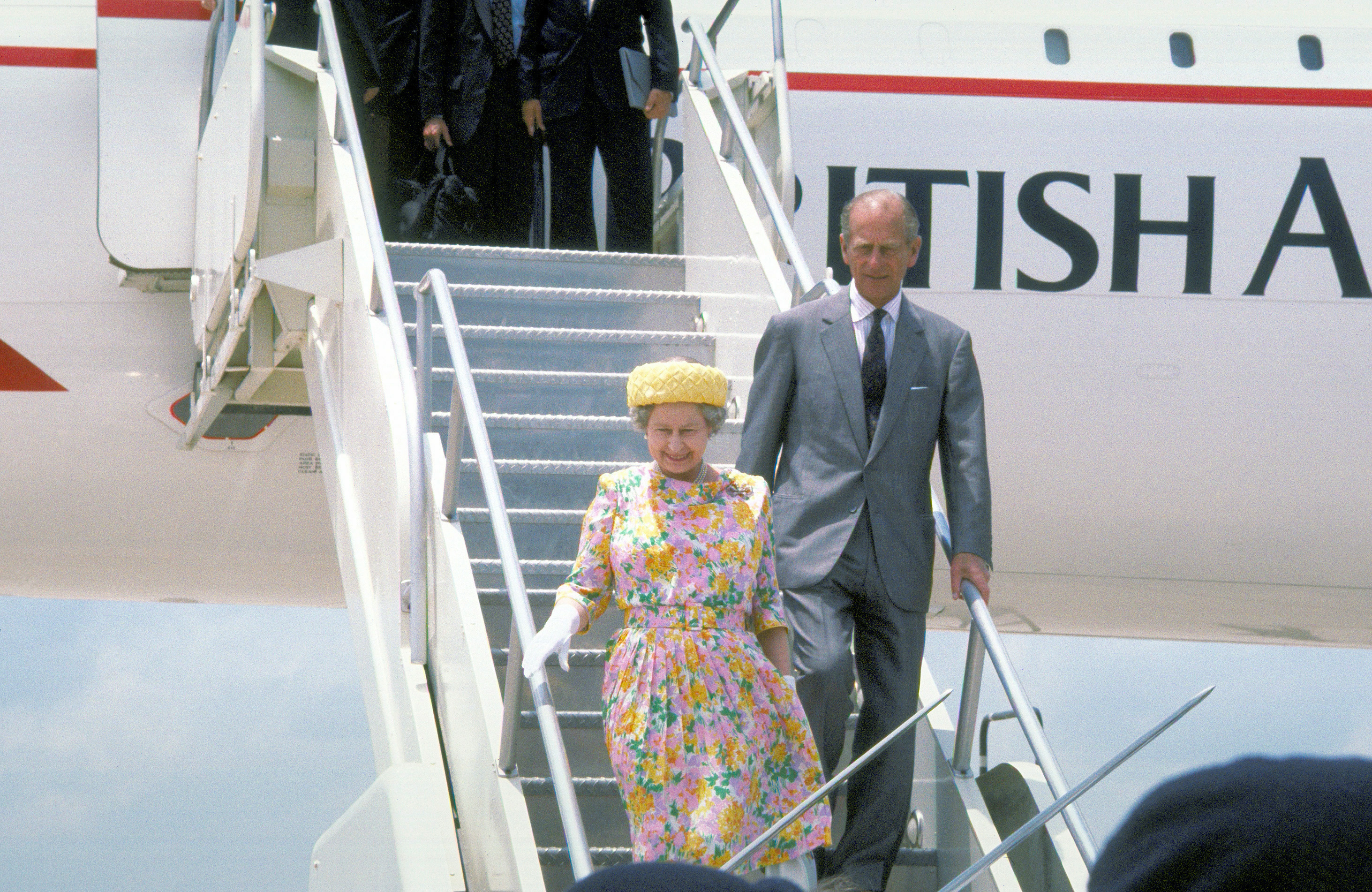
Drottning Elizabeth II och prins Phlip kliver av ett Concorde från British Airways på Bergstrom Air Force Base i Texas under statsbesöket i USA, 20 maj 1991.

År 1992 blev, enligt henne själv i ett tal i Londons Guildhall 24 november samma år, ett annus horribilis; i mars blev Mauritius en parlamentarisk republik, och hennes son prins Andrew separerade från sin fru Sarah; i april skilde sig prinsessan Anne från Mark Phillips; under statsbesöket till Tyskland i oktober kastade demonstranter kritiska mot den brittiska bombningen av staden under andra världskriget ägg mot henne i Dresden; och slutligen i november bröt en stor eldsvåda ut i Windsor Castle, ett av drottningens officiella residens. I december samma år separerade äldste sonen och tronföljaren, prins Charles från sin fru Diana. Kritik framfördes mot att drottningen var helt befriad från att betala skatt, samtidigt som skattebetalarna förväntades betala återuppbyggnaden av Windsor Castle. Den 11 februari 1993 meddelade premiärminister John Major i underhuset att drottningen, liksom inkomster från hertigdömet Cornwall till prinsen av Wales, skulle beskattas på frivillig basis från april 1993.
Kanaltunneln under Engelska kanalen öppnades gemensamt den 6 maj 1994 av drottning Elizabeth II och Frankrikes president François Mitterrand vid en ceremoni först på den franska sidan i Calais och efter färd i tunneln därefter på den engelska sidan i Folkestone. Efter Sovjetunionens sönderfall 1991 och självständighet för flera forna sovjetrepubliker liksom ett närmande till väst från de tidigare kommunistiska satellitstaterna, innebar det att flera utgående brittiska statsbesök under 1990-talet gick till länder som dessförinnan inte kommit på fråga: Ungern (1993), Ryssland (1994), Polen och Tjeckien (1996).
Den 31 augusti 1997, ett år efter skilsmässan mellan Charles och Diana ägt rum, dog den senare tillsammans med pojkvännen Dodi Fayed i en bilolycka i Paris. Drottningen och delar av hennes familj befann sig då vid sommarslottet Balmoral i Skottland och efter att nyheten kom ut lät hon de två sörjande barnbarnen hålla sig undan pressen där. Kritik mot kungafamiljens utåt sett kyliga distans till den traumatiska händelsen och faktumet att flaggan vid Buckingham Palace inte var halad på halv stång (trots att den traditionen inte fanns gällande monarkens residens) uttrycktes i breda folklager. Under trycket av allmänhetens reaktion och på rekommendation av premiärminister Tony Blair, höll Elizabeth II, dagen innan Dianas begravning i Westminster Abbey, ett direktsänt tal med ett personligt tilltal som dämpade upprördheten.
Inför parlamentsvalet 1997 hade det i Storbritannien blivit en politisk fråga huruvida kungaskeppet HMY Britannia skulle moderniseras, renoveras eller helt tas ur bruk. I oktober 1997 bekräftade den nyligen tillträdda labourregeringen att fartyget skulle tas ur bruk då kostnaderna för att hålla det i tjänst skulle vara alltför höga. Britannia togs ur tjänst vid en ceremoni på HMNB Portsmouth 11 december 1997 med en märkbart berörd drottning Elizabeth II. Kungaskeppet har sedan dess varit ett museifartyg i Edinburgh.
I Australien, där republikanska idéer florerade inom vissa grupper, hölls en folkomröstning om avskaffandet av monarkin den 6 november 1999. Resultatet blev ett bevarande av status quo, en av möjliga orsaker var missnöje med alternativet som innehöll en indirekt vald president, istället för en folkvald, som godtyckligt kunde avskedas av premiärministern. Liknande folkomröstningar i andra samväldesriken misslyckades i Tuvalu den 30 april 2008 och i Saint Vincent och Grenadinerna den 25 november 2009.

### 2000-talet

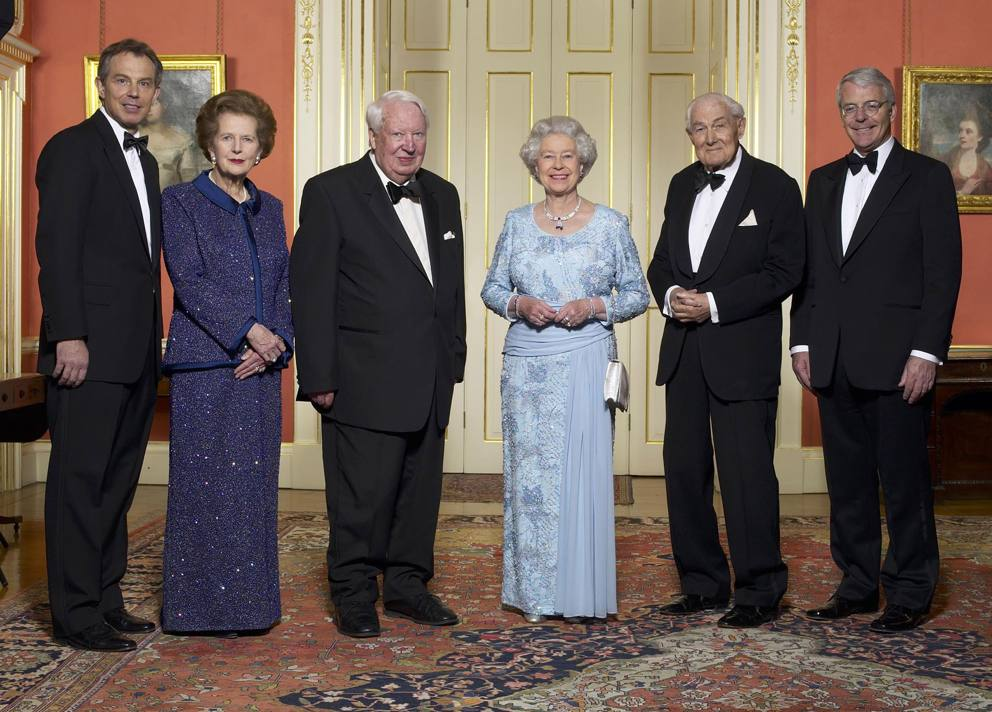
Bild från guldjubileet 2002 med drottning Elizabeth II tillsammans med de brittiska premiärministrar som då var i livet.

År 2002 firade Elizabeth II guldjubileet, dvs 50 år på tronen som firades i hela Storbritannien och i hennes samväldesriken. Drottning Elizabeth II och prins Philip gjorde under guldjubileumsåret ett stort antal besök i Storbritanniens samtliga riksdelar. Dessutom företog drottningen och prinsen resor till Australien, Jamaica, Kanada och Nya Zeeland.
Jubileet överskuggades delvis av två dödsfall i den närmaste familjekretsen. I februari samma år avled hennes yngre syster, prinsessan Margaret. Därefter samma år i mars avled hennes mor, den 101-åriga drottningmodern. Samma dag som drottningmodern gravsattes intill sin framlidne make i ett valv under St. George's Chapel på Windsor Castle, den 8 april 2002, placerades även en urna med prinsessan Margarets kremerade aska intill föräldrarna.
Under det tidiga 00-talet fortsatte de utgående statsbesöken till forna öststater; Litauen, Lettland och Estland (2006) samt till Slovenien och Slovakien (2008).

### 2010-talet

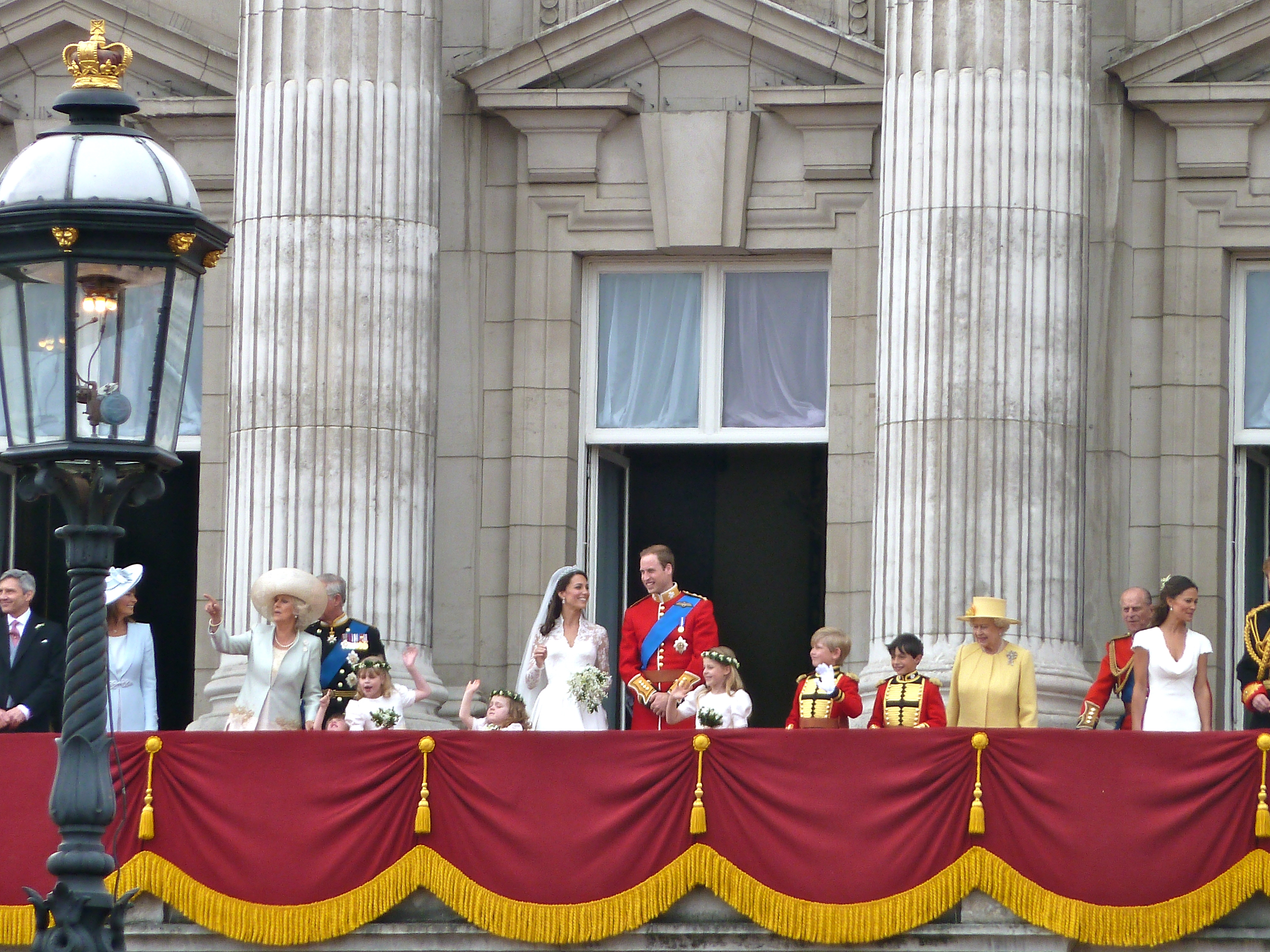
Kungafamiljen på Buckingham Palaces balkong efter bröllopet mellan sonsonen prins William, hertig av Cambridge och Catherine Middleton, 29 april 2011.

Efter ett besök i Kanada 2010 som inkluderade firande av Kanadadagen vid Parliament Hill i Ottawa, höll hon för andra gången tal för FN:s generalförsamling i New York, i egenskap av statschef för 16 medlemsstater. FN:s generalsekreterare Ban Ki-moon, introducerade hennes som "ett ankare för vår tidsålder". På inbjudan av Irlands president Mary McAleese genomförde drottningen det första brittiska statsbesöket till Republiken Irland i maj 2011, något som inte varit möjligt tidigare på grund de spänningar som förelegat mellan de båda staterna under 1900-talet.

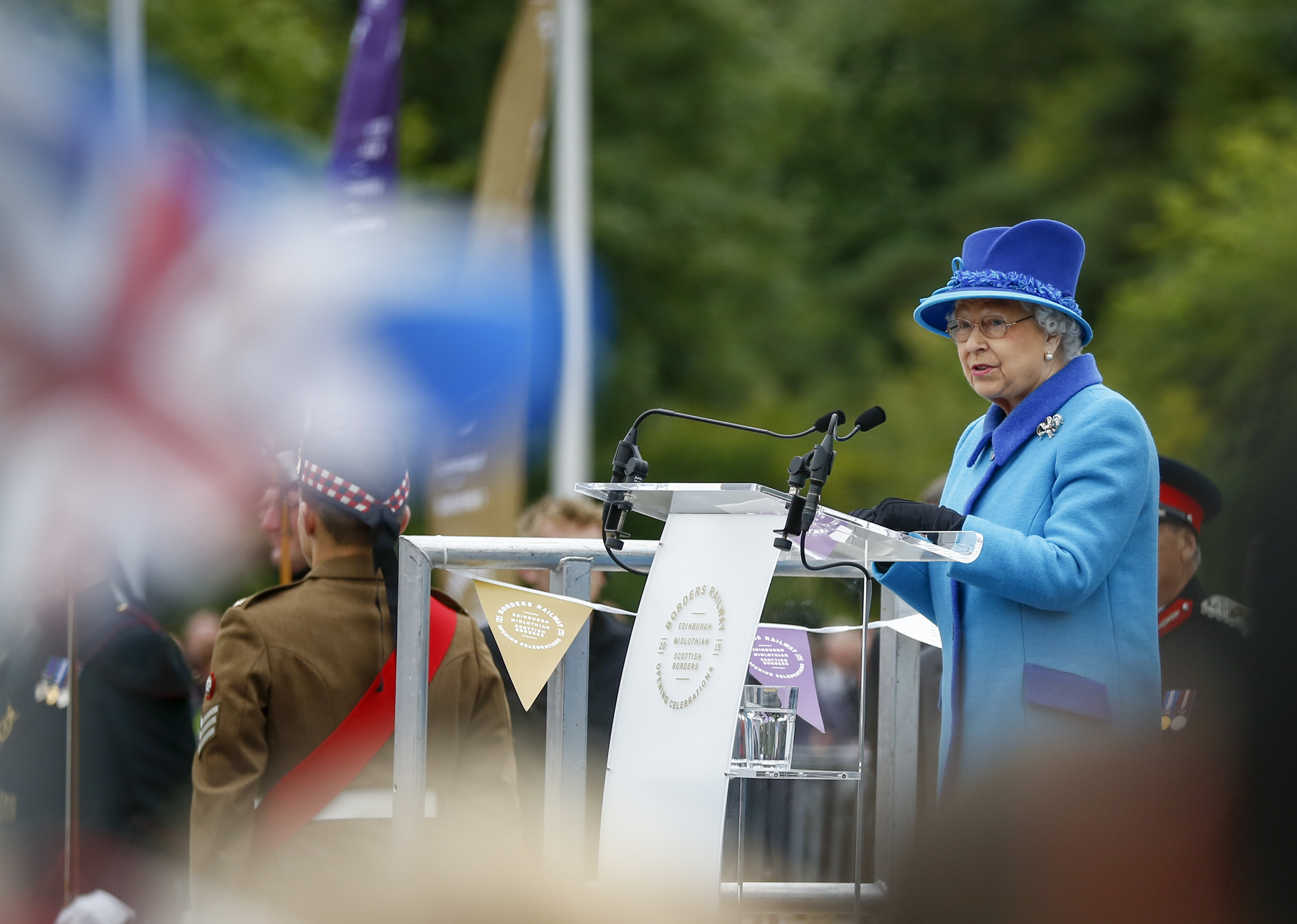
Öppnandet av Borders Railway på dagen då Elizabeth II blev Storbritanniens längst regerande monark, 2015.

2012 firade hon 60 år på tronen, diamantjubileet och samma år öppnade Elizabeth II Olympiska sommarspelen 2012 i London. Vid öppningsceremonin deltog hon i en filmsekvens som sig själv tillsammans med Daniel Craig i rollen som James Bond. 18 december samma år besökte drottningen 10 Downing Street på inbjudan av premiärminister David Cameron och blev den första brittiska monarken att delta i ett kabinettsammanträde sedan 1781.
I april 2014 kom Irlands president Michael D. Higgins, inbjuden på svarsbesök från det brittiska statsbesöket till Irland 2011, och det var det första statsbesöket för en irländsk president i Storbritannien. Presidenten och hans hustru mottogs på Windsor Castle av drottning Elizabeth II och prins Philip.
Sommaren 2015 genomförde drottning Elizabeth II och prins Philip ett statsbesök till Tyskland, det femte under hennes tid på tronen, på inbjudan av förbundspresident Joachim Gauck. Vad ingen då visste var att det 89:e utgående statsbesöket (resor till samväldesriken räknas separat) med drottningen och prinsen skulle bli det sista de genomförde tillsammans.
2017 firade drottningen 65 år på tronen, safirjubileet. Prins Philip pensionerade sig från officiella uppdrag i augusti 2017. I mars 2019, valde hon att sluta köra bil på allmän väg, efter att hennes make varit inblandad i en trafikolycka (i vilken han klarade sig oskadd) två månader tidigare utanför Sandringham.

### 2020-talet

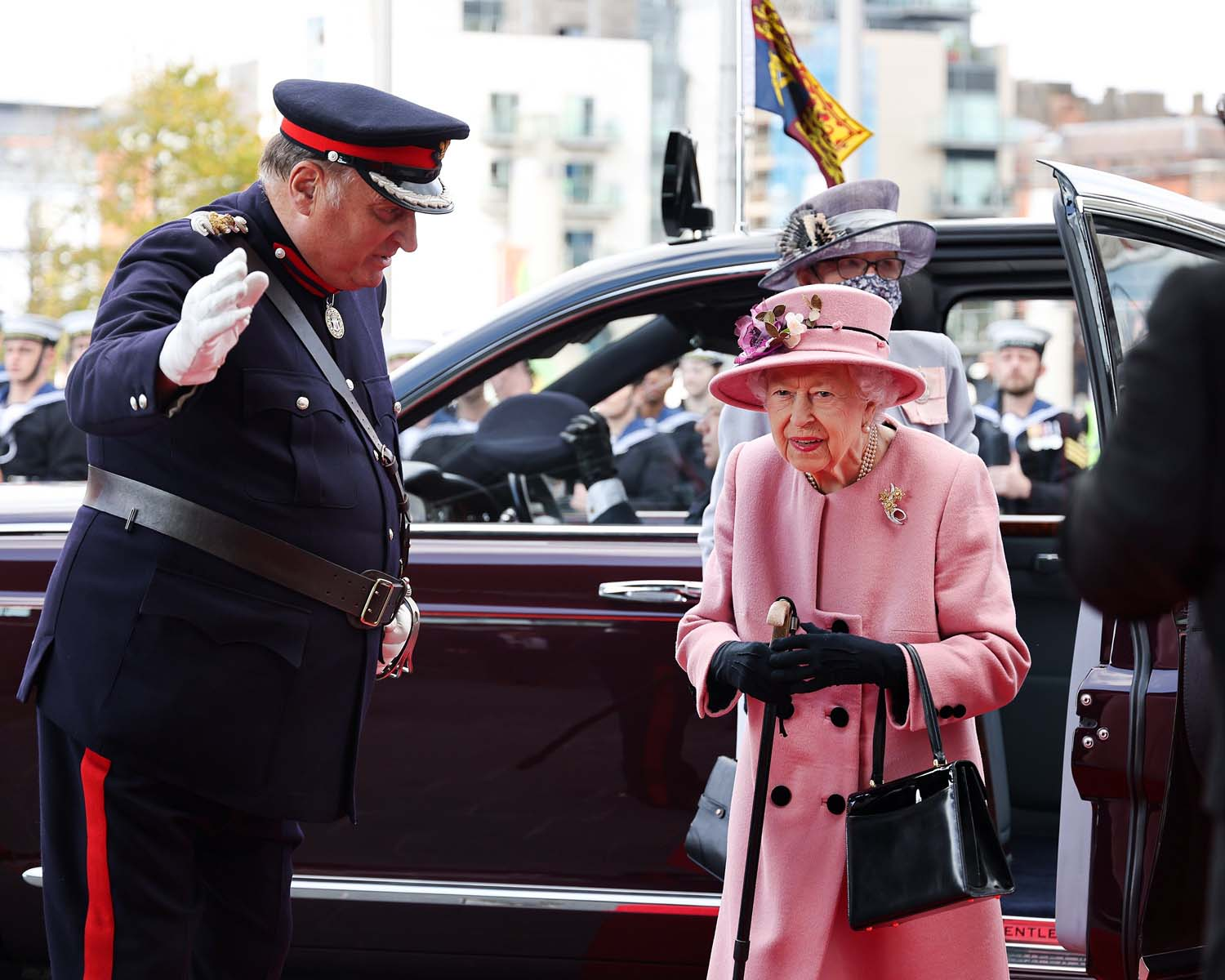
Drottning Elizabeth II anländer för att öppna Wales nationalförsamling i Cardiff och välkomnas av lordlöjtnanten, 14 oktober 2021.

Under större delen 2020 var drottning Elizabeth II och prins Philip frivilligt isolerade på Windsor Castle på grund av coronapandemin. Kring paret var betjäningen reducerad till en kärntrupp av hovfunktionärer på 22 personer som även de höll sig isolerade eller på annat vis vidtog mycket stor försiktighet. Chefen för betjäningen, viceamiral Tony Johnstone-Burt, myntade halvt skämtsamt uttrycket "HMS Bubble", då det fanns uppenbara likheter för personalen med situationer som uppstår vid långvarig tjänstgöring till sjöss.
I februari 2021 publicerade tidningen The Guardian uppgifter om att Elizabeth II under 1970-talet hade lobbat regeringen för att slippa offentliggöra hela den aktieportfölj som ingår i drottningens privata förmögenhet. Avslöjandet kom efter att The Guardian granskat handlingar i The National Archives, och väckte en diskussion om drottningens rätt till förhandsinformation om regeringens kommande propositioner och vilken möjlighet till påverkan i lagstiftningsprocessen det ger monarken. Syftet med proceduren är knutet till att värna statsskicket respektive monarkens och prinsens av Wales privata ekonomiska intressen, men The Guardian kunde visa att drottningen och prins Charles granskat mer än 1 000 lagar inom områden som straffrätt, socialförsäkringar, diskriminering och livsmedel.
Den 9 april 2021 avled Elizabeths make prins Philip, 99 år gammal. Paret hade då varit gifta i 73 år. Begravningsgudstjänsten hölls i Sankt Georgskapellet på Windsor Castle, enligt en ordning som godkänts av prinsen själv, bland annat med en av prinsen egendesignad Land Rover som förde kistan från slottet till kapellet. Till följd av den pågående coronapandemin och gällande restriktioner vid tidpunkten, genomfördes begravningen med vissa restriktioner, och församlingen utgjordes enbart av 30 sörjande med drottningen och den närmaste familjen: hennes fyra barn med makar, hennes barnbarn med makar, hennes systerdotter med make, hennes systerson, samt tre ättlingar till prins Philips framlidna systrar ditresta från Tyskland. Samtliga av de sörjande bar munskydd inomhus under begravningsakten.
Under hösten beslutade Barbados parlament genom grundlagsändringar att införa en parlamentarisk republik och därmed upphöra att vara ett samväldesrike från 30 november 2021. Den sittande generalguvernören Sandra Mason övertog befattningen som Barbados president. Prins Charles representerade sin mor, den dittillsvarande drottningen av Barbados, på plats i Bridgetown och framförde hennes lyckönskningar till presidenten och det barbadiska folket.
Drottningens 70-årsjubileum som regerande monark, platinumjubileet, inträffade den 6 februari 2022. Drottningen är därmed den längst regerande monarken i Storbritannien någonsin, och den fjärde längst regerande monarken i världen. På grund av den pågående covid-19-pandemin sköts det officiella firandet upp till 2–5 juni 2022. I ett skriftligt uttalande inför trontillträdesdagen betonade drottningen att hon kommer att efterträdas av prins Charles, och att hon önskade att hans hustru Camilla då ska tituleras drottninggemål (Queen Consort). Frågan har tidigare diskuterats i brittisk media. Under jubileets sista dag, 5 juni 2022, tog drottningen emot hyllningarna på Buckingham Palace balkong, omgiven av prins Charles, hans maka samt prins William med familj. Drottningen tackade för uppvaktningarna och sade att hon var djupt rörd.

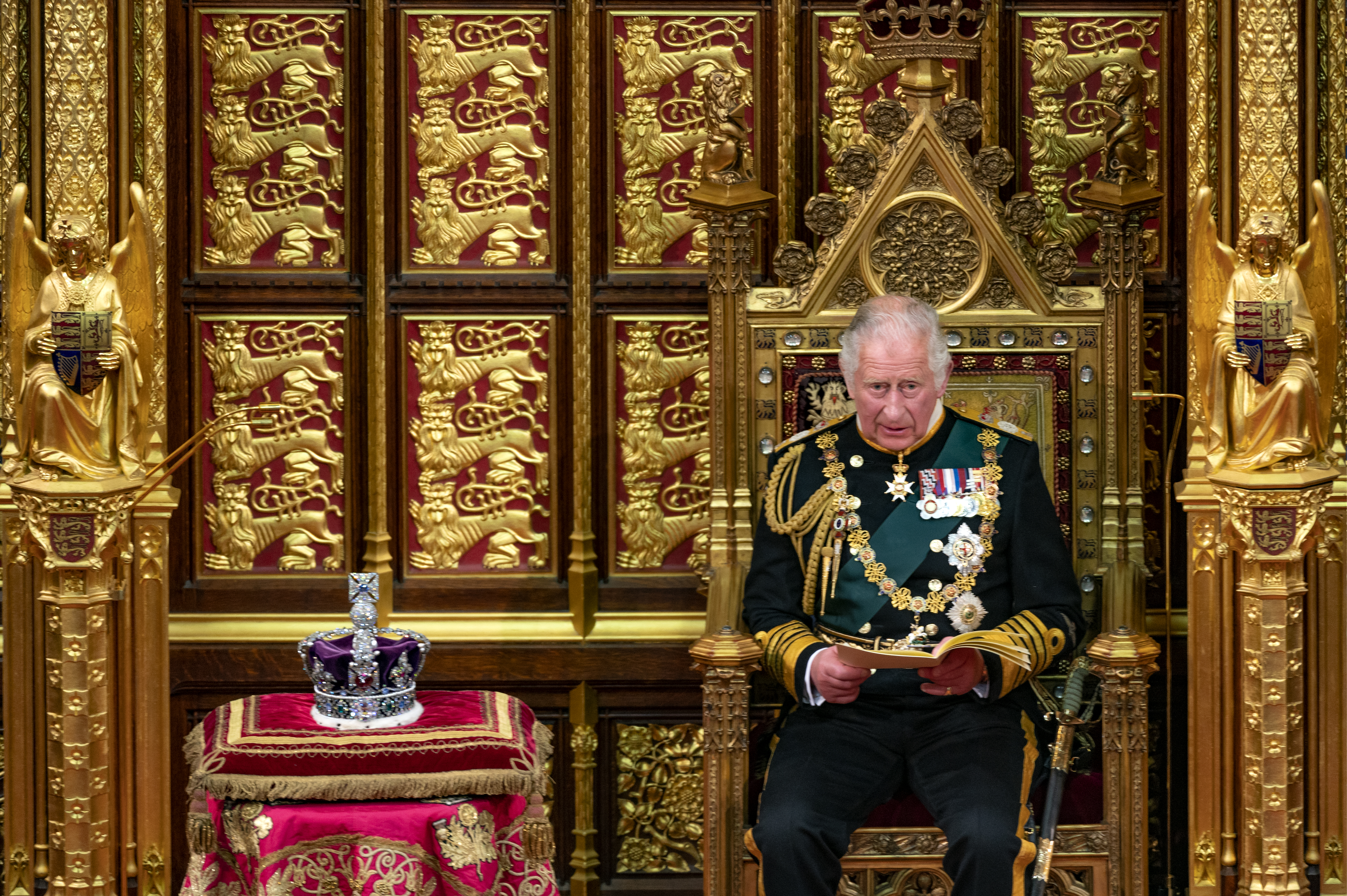
Dåvarande prinsen av Wales fick under 2022 läsa trontalet i sin mor drottningens frånvaro under parlamentets öppnande, 10 maj 2022.

Drottningen kunde inte närvara vid firandet av Samväldet 2022 och för första gången på 59 år missade Drottningen öppnandet av Storbritanniens parlament vilket gjorde att prins Charles fick ta hennes uppdrag. 
Den 24 maj 2022 öppnade drottningen Elizabeth Line (tidigare benämnd som "Crossrail"), en öst-västlig förbindelse i London Overground. Den 13 juni 2022 blev drottningen den näst längst regerande monarken i världshistorien för en större suverän stat, efter kung Ludvig XIV av Frankrike.
Hennes sista offentliga framträdande ägde rum 6 september 2022 på Balmoral Castle i Skottland, där hon höll en avskedsaudiens för den avgående premiärministern Boris Johnson och formellt utnämnde efterträdaren, Liz Truss. Det var första gången under Elizabeth II:s 70-åriga regeringstid som ett premiärministerskifte inte ägde rum i London.

## Död och begravning

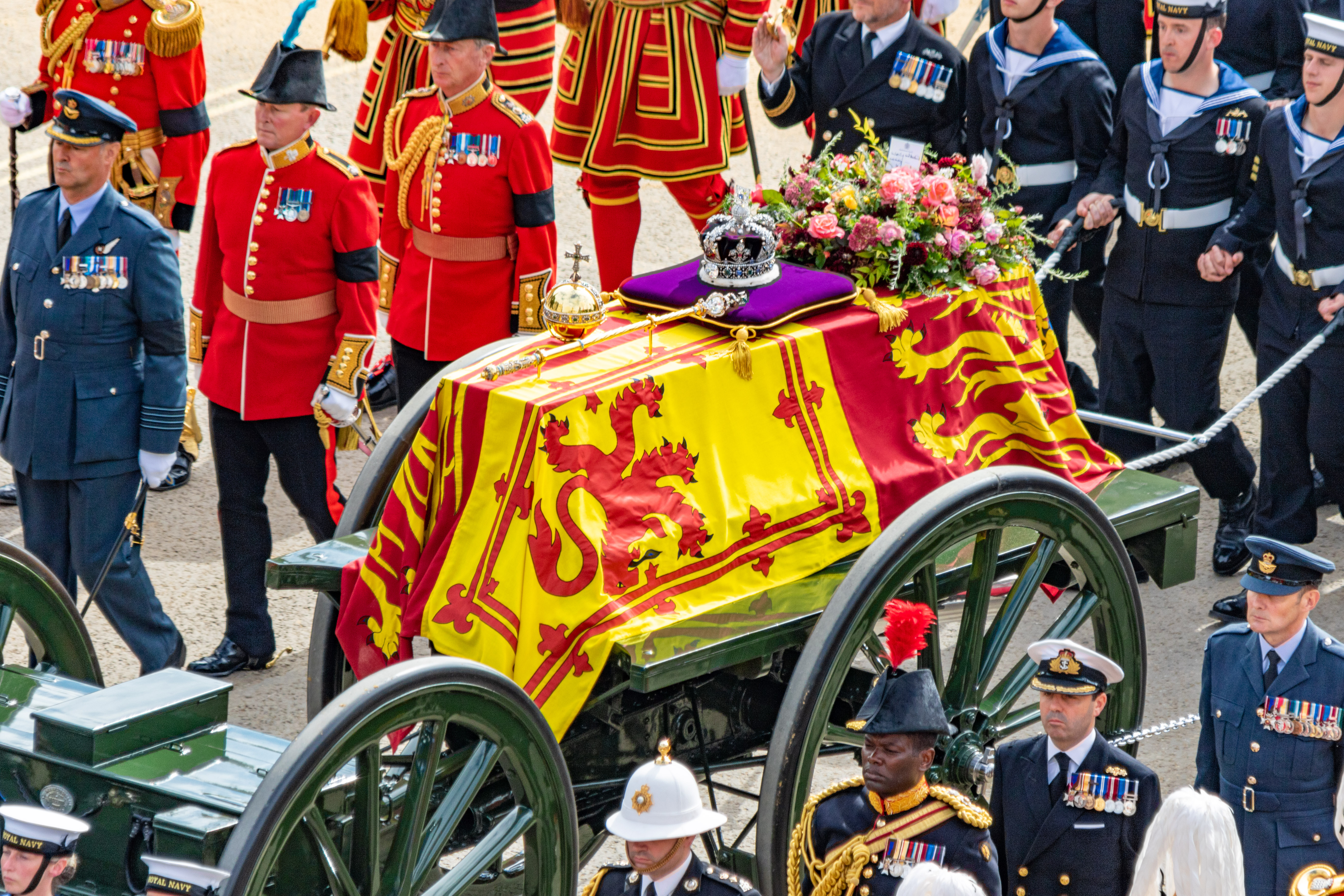
Elizabeth II:s kista, prydd med den kungliga flaggan, riksregalierna och en krans från den närmaste familjen, lämnar Westminster Abbey i procession efter statsbegravningen som hölls 19 september 2022.

På eftermiddagen den 8 september 2022, 15:10 lokal tid, avled drottning Elizabeth II på Balmoral Castle i Skottland. Enligt den officiella kommunikén från The Royal Household ska det ha skett stillsamt. De två äldsta barnen, prins Charles och prinsessan Anne fanns vid drottningens dödsbädd. De två yngre sönerna, prins Andrew och prins Edward med maka liksom sonsonen prins William hann inte dit i tid innan hon hade avlidit, trots specialflygning från RAF Northolt utanför London till Aberdeen International Airport och därifrån med poliseskort i bil till Balmoral. I samma ögonblick som drottning Elizabeth II dog blev hennes förstfödde son kung.
Statsbegravningen hölls 19 september i Westminster Abbey i centrala London med ett stort tillresta diginitärer som utländska stats- och regeringschefer och företrädare för det officiella Storbritannien, generalguvernörer och premiärministrar för samväldesrikena för vilka drottning Elizabeth II var statschef samt företrädare för övriga medlemsstater i Samväldet. Därefter följde en begravningsakt som hölls i St. George's Chapel på Windsor Castle väster om London. De två begravningsakterna och processionerna visades i direktsändning.
Slutligen på kvällen hölls en helt privat jordfästningsceremoni för den närmaste familjen då drottningens kista placerades tillsammans med kistorna av hennes framlidne make och föräldrarna i "King George VI Memorial Chapel", St. George's Chapel.

## Betydelse och i kulturen

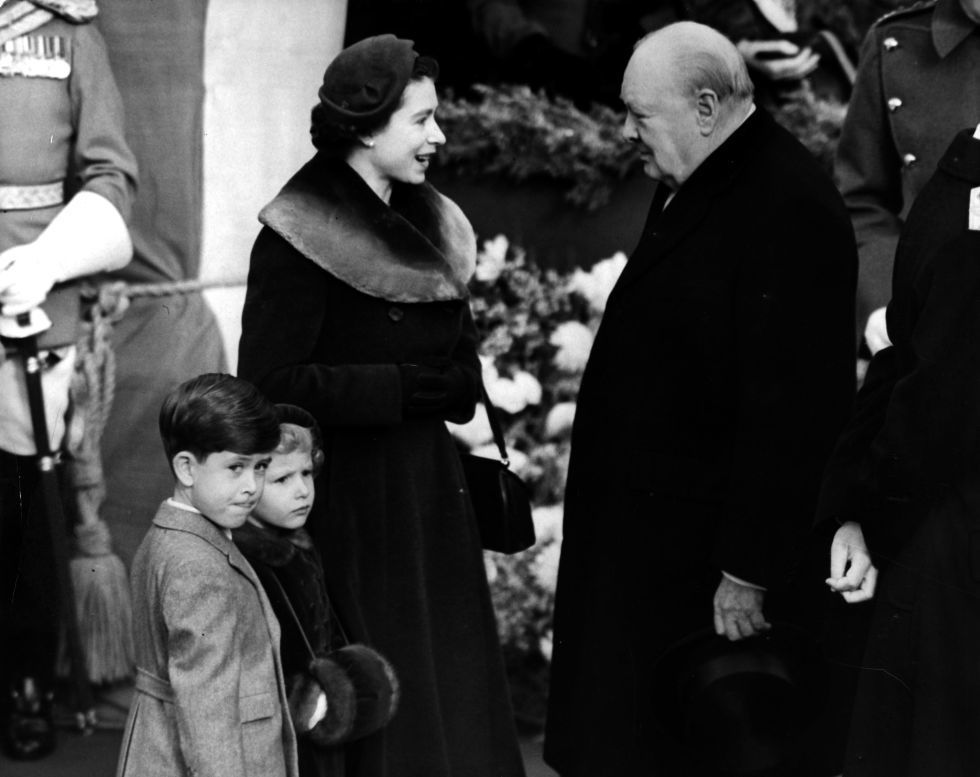
Drottning Elizabeth II och premiärminister Winston Churchill, 10 februari 1953.

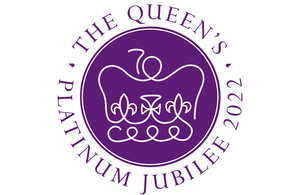
Emblemet för drottningens platinajubileum 2022.

Drottningen var sedan den 9 september 2015 den brittiska monark som har regerat längst tid. Det tidigare rekordet innehade drottning Viktoria. Elizabeth II var även Storbritanniens hittills äldsta monark, sedan hon 2007 gick om Viktoria som avled 1901 i en ålder av 81 år och 243 dagar.
Liz Truss blev den femtonde och sista brittiska premiärministern under drottningens regeringstid. När hon tillträdde var Winston Churchill premiärminister. Drottningen var relativt ung när hon tillträde, och samtliga åtta premiärministrar under hennes första 38 år som regent var äldre än hon själv. Margaret Thatcher, som tillträdde 1979, var född ett år tidigare än drottningen. Med början 1990, då John Major tillträdde som premiärminister, var sedan samtliga sju premiärministrar yngre än drottningen. Från och med att Tony Blair blev premiärminister 1997 var samtliga premiärministrar födda efter att drottningen själv tillträdde, undantaget Gordon Brown som var ett år gammal vid tillfället.
Elizabeth II utbildade sig till såväl fordonsmekaniker som ambulansförare och lastbilschaufför under andra världskriget, som hon genomlevde i London. Senare, när hon blev drottning, var hon den enda i Storbritannien som inte behövde körkort för att framföra fordon, eftersom körkort ändå utfärdas i den regerande monarkens namn.

### Namngivningar
En lång rad platser, byggnader, konstruktioner, utmärkelser och andra saker har namngivits efter drottningen eller årsdagar av hennes regentskap. Nedan listas ett urval:
- Queen Elizabeth Olympic Park, London[117]
- Drottning Elizabeths land, Antarktis[118]
- Drottning Elizabeths nationalpark, Uganda[119]
- Elizabeth Tower, där slagklockan Big Ben hänger[120]
- Queen Elizabeth II Bridge, Dartford[121]
- Tunnelbanelinjen Jubilee Line i London[122]
- Rosen Queen Elizabeth II Rose[123]

Elizabeth är även ett namn som givits till flera inom den kungliga familjen: prinsessan Anne, Zara Tindall, prinsessan Beatrice och Louise Windsor har Elizabeth som ett av sina förnamn. Prins Harrys dotter Lilibet uppkallades efter det smeknamn drottningen fick som barn.

### Drottningen i fiktion

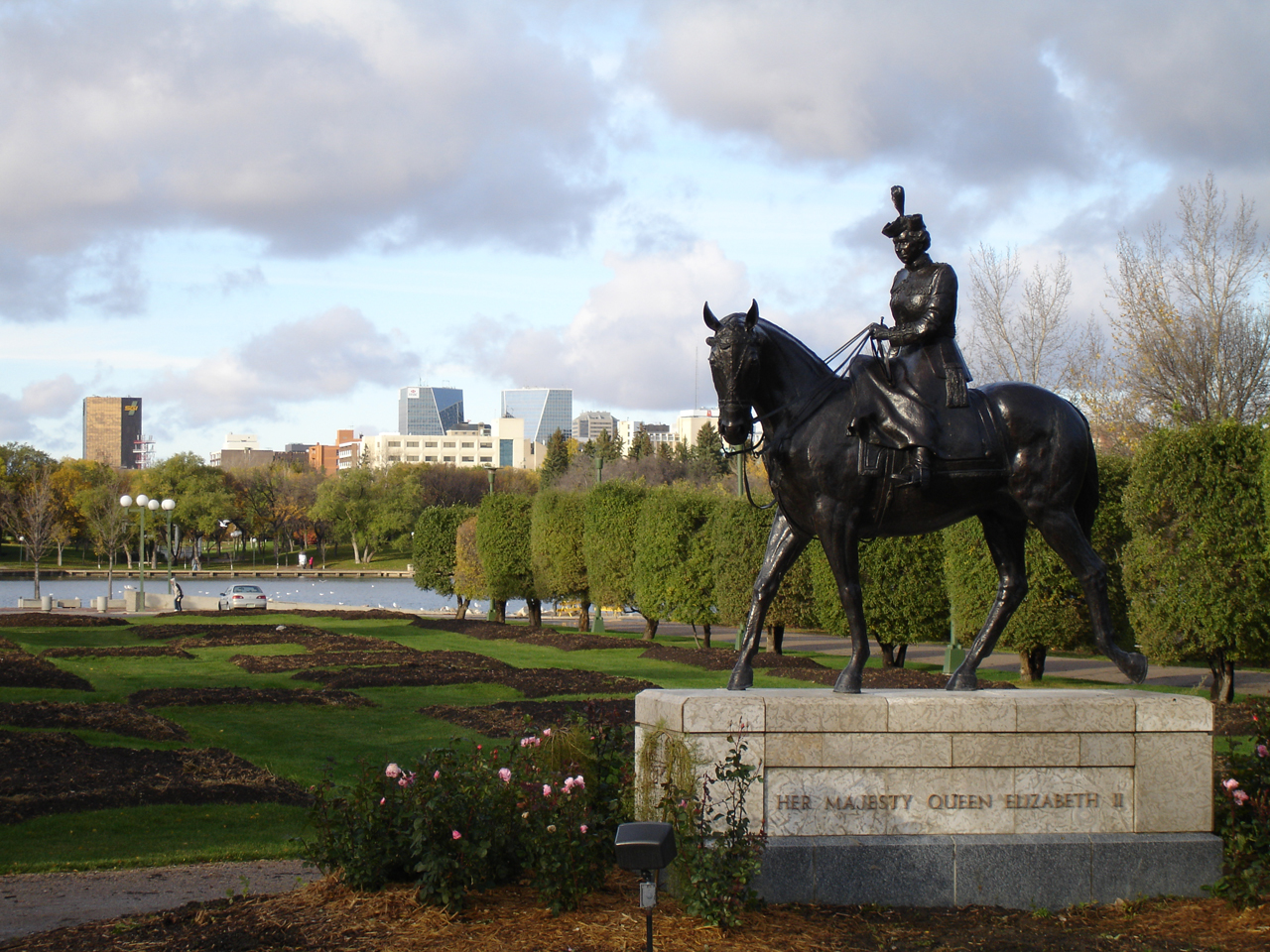
Ryttarstaty av Elizabeth II utanför provinsförsamlingen i Regina, Saskatchewan i Kanada.

År 2006 gjordes filmen The Queen, med Helen Mirren i titelrollen som Elizabeth II, som vann Oscar för bästa kvinnliga huvudroll. Filmen är en skildring av drottning Elizabeths reaktioner på och handlingar i samband med nyheten om prinsessan Dianas död i Paris 1997.
TV-serien The Crown från Netflix, som hade premiär 2016, skildrar drottning Elizabeth II:s unga år och hennes första tid som monark. Claire Foy har rollen som Elizabeth II i de två första säsongerna som utspelar sig 1946 till 1955 respektive 1956 till 1964. I den tredje säsongen porträtterar Olivia Colman drottningen mellan åren 1964 till 1977 och den fjärde säsongen ska utspela sig mellan 1977 och ungefär 1990. I de två sista säsongerna kommer Imelda Staunton att spela rollen som drottning Elizabeth och serien är planerad att avslutas när berättelsen har nått början på 2000-talet.
Boken Drottningen vänder blad av Alan Bennett är en fiktiv berättelse om hur drottningen blir en passionerad bokläsare.

### Avbildningar
Det finns ett antal konstverk som föreställer drottningen. 
Statyer har rests i Lagos och Winnipeg. En ryttarstaty finns i Windsor Great Park.
Hon är även avbildad på bland annat vaxkabinettet Madame Tussauds i London och dess filial i Blackpool.

## Ordnar och övriga titlar

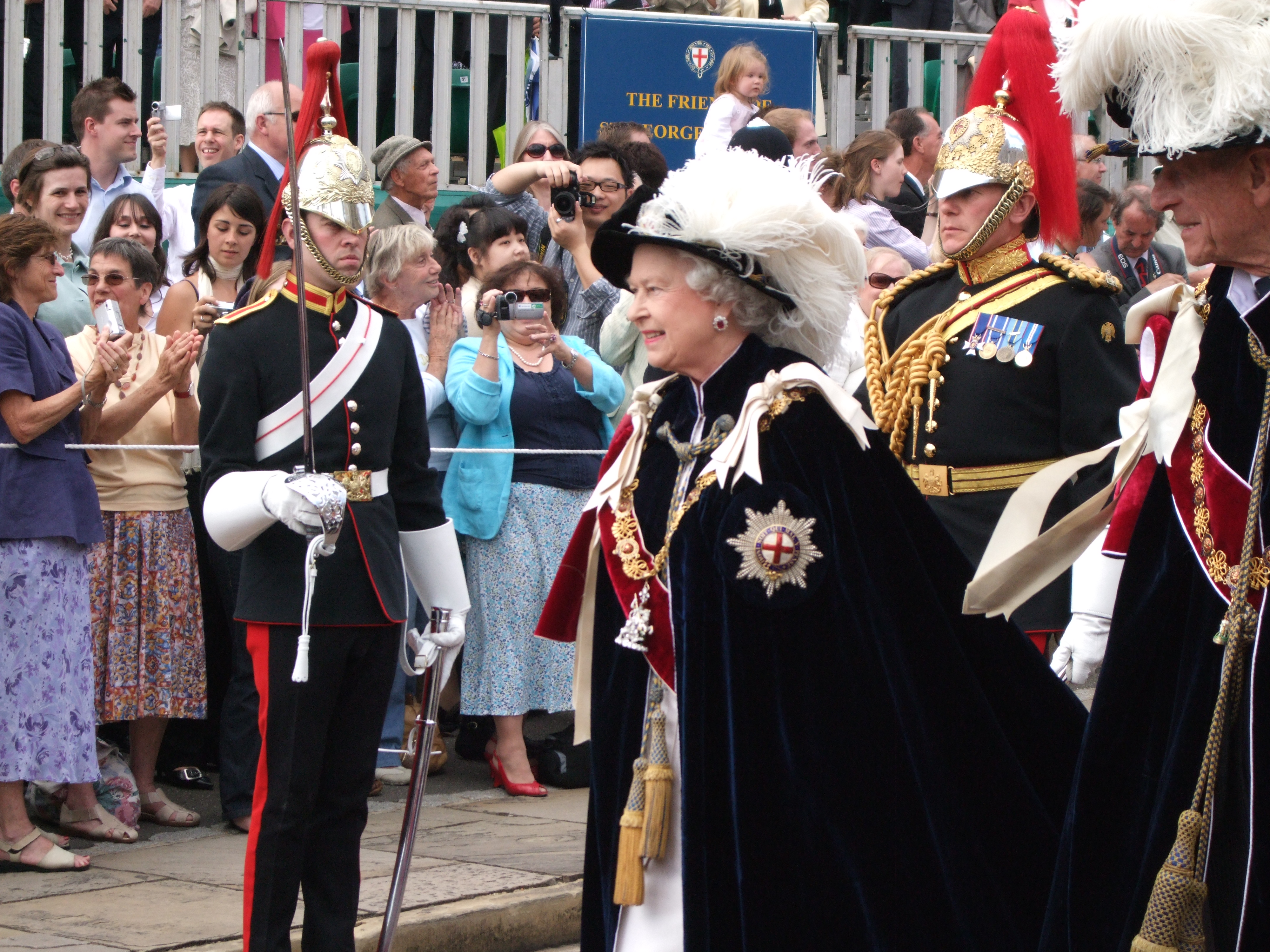
Elizabeth II iförd Strumpebandsordens ordensdräkt utanför St. George's Chapel, Windsor (2008).

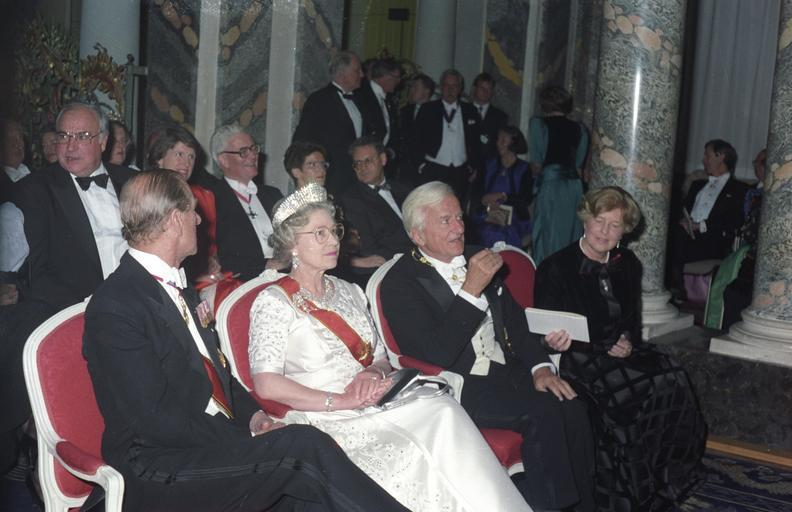
Drottning Elizabeth II och prins Philip på statsbesök i Tyskland 1992 tillsammans med Tysklands förbundspresident Richard von Weizsäcker och hustrun Marianne. Drottningen och prinsen bär ordensbandet till Bundesverdienstkreuz. I bakgrunden på den bakre raden syns Tysklands förbundskansler Helmut Kohl och Storbritanniens utrikesminister Douglas Hurd.

Drottningens officiella titel i Storbritannien var Elizabeth den andra av Guds nåde Förenade Konungariket Storbritannien och Nordirlands och Hennes övriga rikens och territoriers Drottning, Samväldets överhuvud, Trons försvarare. I varje samväldesrike som erkände Elizabeth II som sin statschef hade hon en specifik titel.

Drottningen var under sin regeringstid per automatik överhuvud för alla brittiska statsordnar, samt för alla statsordnar i de samväldesriken som erkände henne som sin statschef (med undantag för Jamaica som ger den rollen till sin generalguvernör).

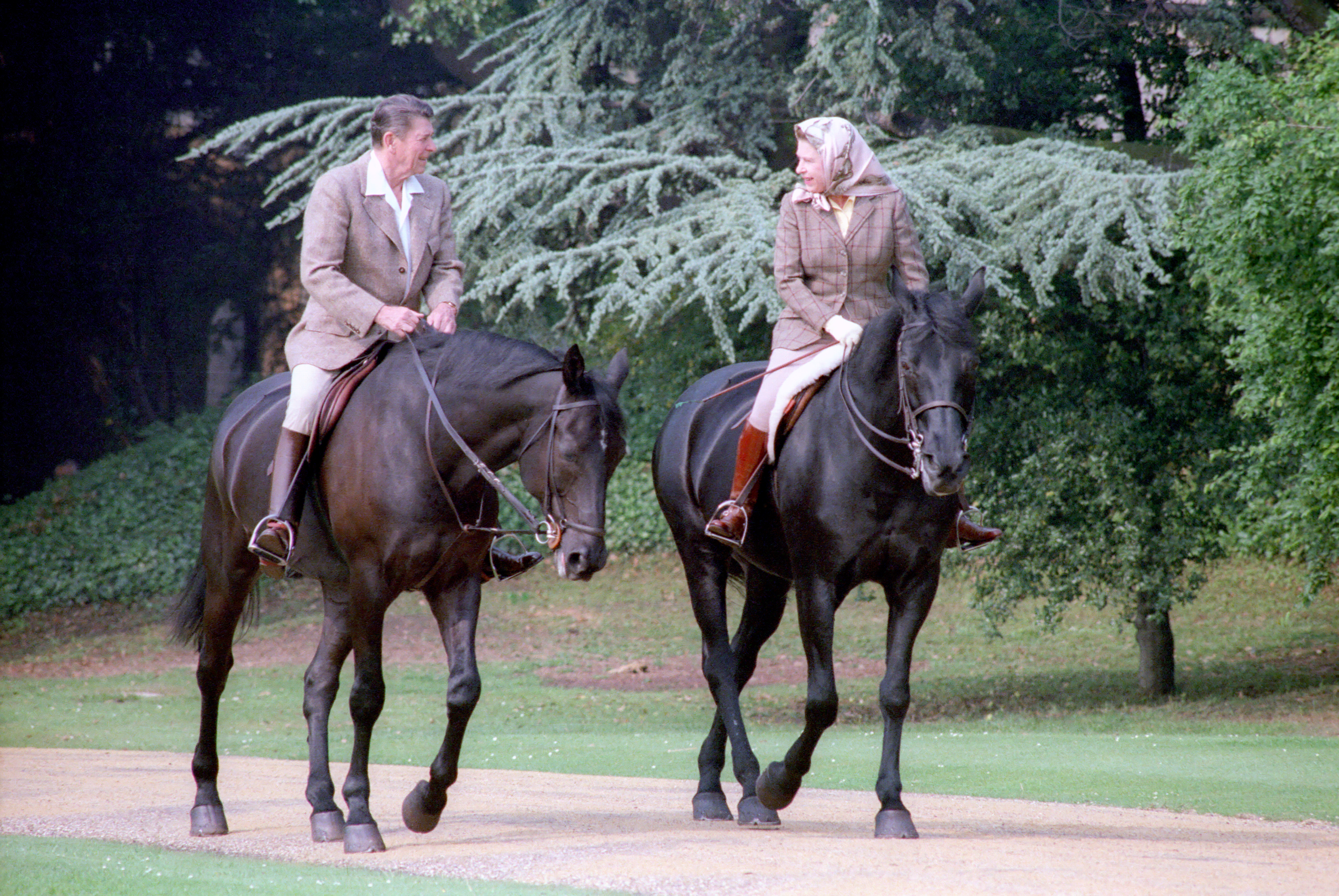
Elizabeth II i samtal med USA:s president Ronald Reagan på hästrygg vid Windsor Castle (1982).

## Släktskap

### Familj

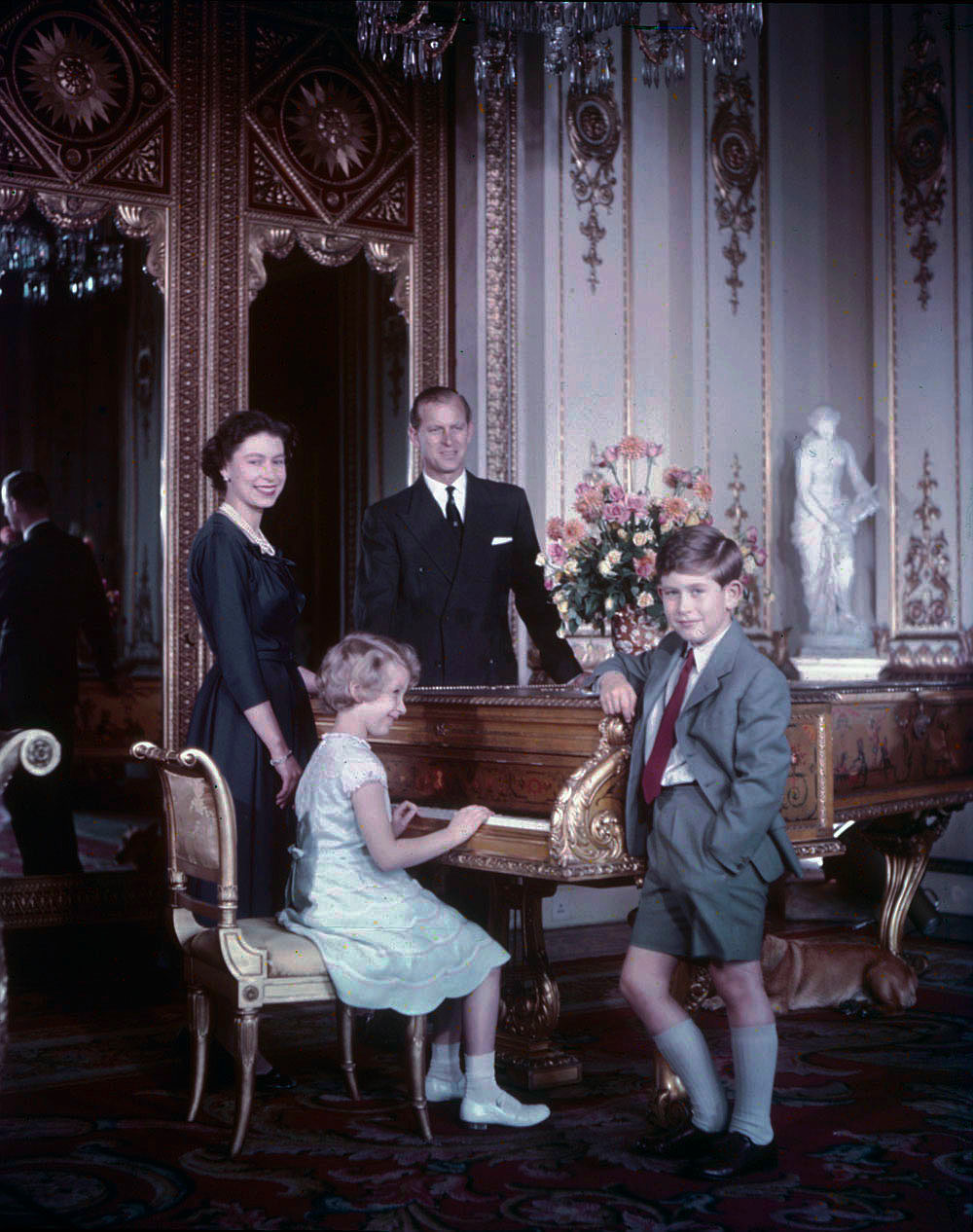
Porträtt från 1957 med maken och de två barnen.

| Barn                              | Född             | Gift                                 | Gift                  | Barnbarn                           | Barnbarnsbarn                                                                        |
| Barn                              | Född             | Datum                                | Maka/Make             | Barnbarn                           | Barnbarnsbarn                                                                        |
| --------------------------------- | ---------------- | ------------------------------------ | --------------------- | ---------------------------------- | ------------------------------------------------------------------------------------ |
| Charles III                       | 14 november 1948 | 29 juli 1981 Skild 28 augusti 1996   | Diana Spencer         | Prins William, hertig av Cambridge | Prins George av Cambridge Prinsessan Charlotte av Cambridge Prins Louis av Cambridge |
| Charles III                       | 14 november 1948 | 29 juli 1981 Skild 28 augusti 1996   | Diana Spencer         | Prins Harry, hertig av Sussex      | Prins Archie av Sussex Prinsessan Lilibet av Sussex                                  |
| Charles III                       | 14 november 1948 | 9 april 2005                         | Camilla Parker Bowles |                                    |                                                                                      |
| Prinsessan Anne, Princess Royal   | 15 augusti 1950  | 14 november 1973 Skild 28 april 1992 | Mark Phillips         | Peter Phillips                     | Savannah Phillips Isla Phillips                                                      |
| Prinsessan Anne, Princess Royal   | 15 augusti 1950  | 14 november 1973 Skild 28 april 1992 | Mark Phillips         | Zara Tindall                       | Mia Tindall Lena Tindall Lucas Tindall                                               |
| Prinsessan Anne, Princess Royal   | 15 augusti 1950  | 12 december 1992                     | Timothy Laurence      |                                    |                                                                                      |
| Prins Andrew, hertig av York      | 19 februari 1960 | 23 juli 1986 Skild 30 maj 1996       | Sarah Ferguson        | Prinsessan Beatrice av York        | Sienna Elizabeth Mozzi                                                               |
| Prins Andrew, hertig av York      | 19 februari 1960 | 23 juli 1986 Skild 30 maj 1996       | Sarah Ferguson        | Prinsessan Eugenie av York         | August Brooksbank                                                                    |
| Prins Edward, hertig av Edinburgh | 10 mars 1964     | 19 juni 1999                         | Sophie Rhys-Jones     | Lady Louise Windsor                |                                                                                      |
| Prins Edward, hertig av Edinburgh | 10 mars 1964     | 19 juni 1999                         | Sophie Rhys-Jones     | James, earl av Wessex              |                                                                                      |

### Anfäder

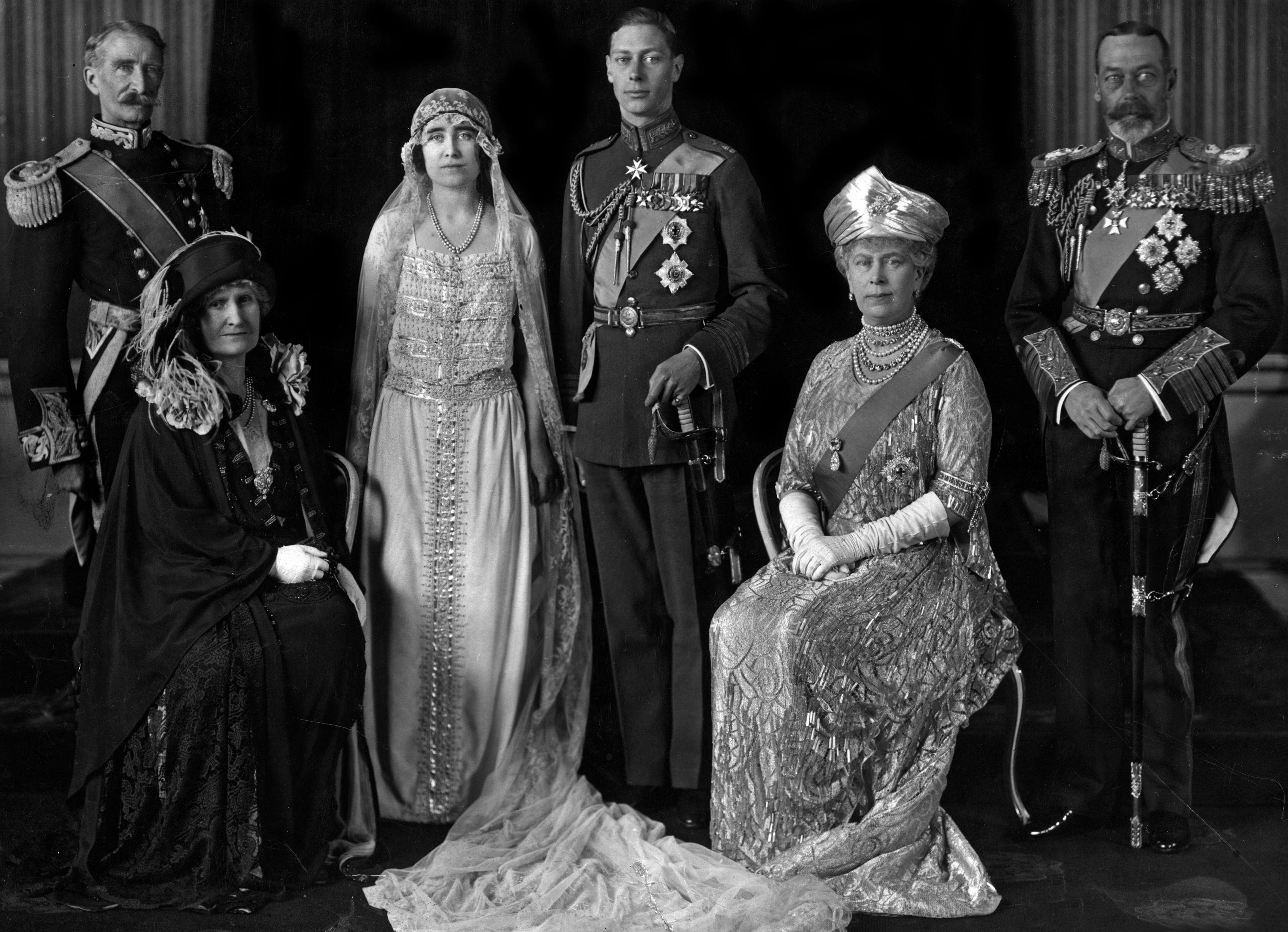
Föräldrarnas bröllopsporträtt som togs den 26 april 1923. På bilden finns deras respektive föräldrar med.

|                 |  |  |  |  |  |  |  |                         |  |  |  |  |  |  |  |                                               |  |  |  |  |  |  |  |                                                |  |  |  |  |  |  |  | 16. Albert av Sachsen-Coburg-Gotha              |
|                 |  |  |  |  |  |  |  |                         |  |  |  |  |  |  |  |                                               |  |  |  |  |  |  |  |                                                |  |  |  |  |  |  |  |                                                 |
|                 |  |  |  |  |  |  |  |                         |  |  |  |  |  |  |  |                                               |  |  |  |  |  |  |  | 8. Kung Edvard VII                             |  |  |  |  |  |  |  |                                                 |
|                 |  |  |  |  |  |  |  |                         |  |  |  |  |  |  |  |                                               |  |  |  |  |  |  |  |                                                |  |  |  |  |  |  |  |                                                 |
|                 |  |  |  |  |  |  |  |                         |  |  |  |  |  |  |  |                                               |  |  |  |  |  |  |  |                                                |  |  |  |  |  |  |  | 17. Drottning Victoria                          |
|                 |  |  |  |  |  |  |  |                         |  |  |  |  |  |  |  |                                               |  |  |  |  |  |  |  |                                                |  |  |  |  |  |  |  |                                                 |
|                 |  |  |  |  |  |  |  |                         |  |  |  |  |  |  |  | 4. Kung Georg V                               |  |  |  |  |  |  |  |                                                |  |  |  |  |  |  |  |                                                 |
|                 |  |  |  |  |  |  |  |                         |  |  |  |  |  |  |  |                                               |  |  |  |  |  |  |  |                                                |  |  |  |  |  |  |  |                                                 |
|                 |  |  |  |  |  |  |  |                         |  |  |  |  |  |  |  |                                               |  |  |  |  |  |  |  |                                                |  |  |  |  |  |  |  | 18. Kung Kristian IX av Danmark                 |
|                 |  |  |  |  |  |  |  |                         |  |  |  |  |  |  |  |                                               |  |  |  |  |  |  |  |                                                |  |  |  |  |  |  |  |                                                 |
|                 |  |  |  |  |  |  |  |                         |  |  |  |  |  |  |  |                                               |  |  |  |  |  |  |  | 9. Alexandra av Danmark                        |  |  |  |  |  |  |  |                                                 |
|                 |  |  |  |  |  |  |  |                         |  |  |  |  |  |  |  |                                               |  |  |  |  |  |  |  |                                                |  |  |  |  |  |  |  |                                                 |
|                 |  |  |  |  |  |  |  |                         |  |  |  |  |  |  |  |                                               |  |  |  |  |  |  |  |                                                |  |  |  |  |  |  |  | 19. Louise av Hessen-Kassel                     |
|                 |  |  |  |  |  |  |  |                         |  |  |  |  |  |  |  |                                               |  |  |  |  |  |  |  |                                                |  |  |  |  |  |  |  |                                                 |
|                 |  |  |  |  |  |  |  | 2. Kung Georg VI        |  |  |  |  |  |  |  |                                               |  |  |  |  |  |  |  |                                                |  |  |  |  |  |  |  |                                                 |
|                 |  |  |  |  |  |  |  |                         |  |  |  |  |  |  |  |                                               |  |  |  |  |  |  |  |                                                |  |  |  |  |  |  |  |                                                 |
|                 |  |  |  |  |  |  |  |                         |  |  |  |  |  |  |  |                                               |  |  |  |  |  |  |  |                                                |  |  |  |  |  |  |  | 20. Alexander, hertig av Württemberg            |
|                 |  |  |  |  |  |  |  |                         |  |  |  |  |  |  |  |                                               |  |  |  |  |  |  |  |                                                |  |  |  |  |  |  |  |                                                 |
|                 |  |  |  |  |  |  |  |                         |  |  |  |  |  |  |  |                                               |  |  |  |  |  |  |  | 10. Franz, hertig av Teck                      |  |  |  |  |  |  |  |                                                 |
|                 |  |  |  |  |  |  |  |                         |  |  |  |  |  |  |  |                                               |  |  |  |  |  |  |  |                                                |  |  |  |  |  |  |  |                                                 |
|                 |  |  |  |  |  |  |  |                         |  |  |  |  |  |  |  |                                               |  |  |  |  |  |  |  |                                                |  |  |  |  |  |  |  | 21. Claudine Rhédey von Kis-Rhéde               |
|                 |  |  |  |  |  |  |  |                         |  |  |  |  |  |  |  |                                               |  |  |  |  |  |  |  |                                                |  |  |  |  |  |  |  |                                                 |
|                 |  |  |  |  |  |  |  |                         |  |  |  |  |  |  |  | 5. Mary av Teck                               |  |  |  |  |  |  |  |                                                |  |  |  |  |  |  |  |                                                 |
|                 |  |  |  |  |  |  |  |                         |  |  |  |  |  |  |  |                                               |  |  |  |  |  |  |  |                                                |  |  |  |  |  |  |  |                                                 |
|                 |  |  |  |  |  |  |  |                         |  |  |  |  |  |  |  |                                               |  |  |  |  |  |  |  |                                                |  |  |  |  |  |  |  | 22. Prins Adolf, hertig av Cambridge            |
|                 |  |  |  |  |  |  |  |                         |  |  |  |  |  |  |  |                                               |  |  |  |  |  |  |  |                                                |  |  |  |  |  |  |  |                                                 |
|                 |  |  |  |  |  |  |  |                         |  |  |  |  |  |  |  |                                               |  |  |  |  |  |  |  | 11. Prinsessan Mary Adelaide av Cambridge      |  |  |  |  |  |  |  |                                                 |
|                 |  |  |  |  |  |  |  |                         |  |  |  |  |  |  |  |                                               |  |  |  |  |  |  |  |                                                |  |  |  |  |  |  |  |                                                 |
|                 |  |  |  |  |  |  |  |                         |  |  |  |  |  |  |  |                                               |  |  |  |  |  |  |  |                                                |  |  |  |  |  |  |  | 23. Prinsessan Augusta av Hessen-Kassel         |
|                 |  |  |  |  |  |  |  |                         |  |  |  |  |  |  |  |                                               |  |  |  |  |  |  |  |                                                |  |  |  |  |  |  |  |                                                 |
| 1. Elizabeth II |  |  |  |  |  |  |  |                         |  |  |  |  |  |  |  |                                               |  |  |  |  |  |  |  |                                                |  |  |  |  |  |  |  |                                                 |
|                 |  |  |  |  |  |  |  |                         |  |  |  |  |  |  |  |                                               |  |  |  |  |  |  |  |                                                |  |  |  |  |  |  |  | 24. Thomas Lyon-Bowes, Lord Glamis              |
|                 |  |  |  |  |  |  |  |                         |  |  |  |  |  |  |  |                                               |  |  |  |  |  |  |  |                                                |  |  |  |  |  |  |  |                                                 |
|                 |  |  |  |  |  |  |  |                         |  |  |  |  |  |  |  |                                               |  |  |  |  |  |  |  | 12. Claude Bowes-Lyon, 13:e earl av Strathmore |  |  |  |  |  |  |  |                                                 |
|                 |  |  |  |  |  |  |  |                         |  |  |  |  |  |  |  |                                               |  |  |  |  |  |  |  |                                                |  |  |  |  |  |  |  |                                                 |
|                 |  |  |  |  |  |  |  |                         |  |  |  |  |  |  |  |                                               |  |  |  |  |  |  |  |                                                |  |  |  |  |  |  |  | 25. Charlotte Grimstead                         |
|                 |  |  |  |  |  |  |  |                         |  |  |  |  |  |  |  |                                               |  |  |  |  |  |  |  |                                                |  |  |  |  |  |  |  |                                                 |
|                 |  |  |  |  |  |  |  |                         |  |  |  |  |  |  |  | 6. Claude Bowes-Lyon, 14:e earl av Strathmore |  |  |  |  |  |  |  |                                                |  |  |  |  |  |  |  |                                                 |
|                 |  |  |  |  |  |  |  |                         |  |  |  |  |  |  |  |                                               |  |  |  |  |  |  |  |                                                |  |  |  |  |  |  |  |                                                 |
|                 |  |  |  |  |  |  |  |                         |  |  |  |  |  |  |  |                                               |  |  |  |  |  |  |  |                                                |  |  |  |  |  |  |  | 26. Oswald Smith, godsägare                     |
|                 |  |  |  |  |  |  |  |                         |  |  |  |  |  |  |  |                                               |  |  |  |  |  |  |  |                                                |  |  |  |  |  |  |  |                                                 |
|                 |  |  |  |  |  |  |  |                         |  |  |  |  |  |  |  |                                               |  |  |  |  |  |  |  | 13. Frances Dora Smith                         |  |  |  |  |  |  |  |                                                 |
|                 |  |  |  |  |  |  |  |                         |  |  |  |  |  |  |  |                                               |  |  |  |  |  |  |  |                                                |  |  |  |  |  |  |  |                                                 |
|                 |  |  |  |  |  |  |  |                         |  |  |  |  |  |  |  |                                               |  |  |  |  |  |  |  |                                                |  |  |  |  |  |  |  | 27. Henrietta Mildred Hodgson                   |
|                 |  |  |  |  |  |  |  |                         |  |  |  |  |  |  |  |                                               |  |  |  |  |  |  |  |                                                |  |  |  |  |  |  |  |                                                 |
|                 |  |  |  |  |  |  |  | 3. Elizabeth Bowes-Lyon |  |  |  |  |  |  |  |                                               |  |  |  |  |  |  |  |                                                |  |  |  |  |  |  |  |                                                 |
|                 |  |  |  |  |  |  |  |                         |  |  |  |  |  |  |  |                                               |  |  |  |  |  |  |  |                                                |  |  |  |  |  |  |  |                                                 |
|                 |  |  |  |  |  |  |  |                         |  |  |  |  |  |  |  |                                               |  |  |  |  |  |  |  |                                                |  |  |  |  |  |  |  | 28. Charles Cavendish-Bentinck, överstelöjtnant |
|                 |  |  |  |  |  |  |  |                         |  |  |  |  |  |  |  |                                               |  |  |  |  |  |  |  |                                                |  |  |  |  |  |  |  |                                                 |
|                 |  |  |  |  |  |  |  |                         |  |  |  |  |  |  |  |                                               |  |  |  |  |  |  |  | 14. Charles Cavendish-Bentinck, biskop         |  |  |  |  |  |  |  |                                                 |
|                 |  |  |  |  |  |  |  |                         |  |  |  |  |  |  |  |                                               |  |  |  |  |  |  |  |                                                |  |  |  |  |  |  |  |                                                 |
|                 |  |  |  |  |  |  |  |                         |  |  |  |  |  |  |  |                                               |  |  |  |  |  |  |  |                                                |  |  |  |  |  |  |  | 29. Anne Wellesley                              |
|                 |  |  |  |  |  |  |  |                         |  |  |  |  |  |  |  |                                               |  |  |  |  |  |  |  |                                                |  |  |  |  |  |  |  |                                                 |
|                 |  |  |  |  |  |  |  |                         |  |  |  |  |  |  |  | 7. Nina Cecilia Cavendish Bentinck            |  |  |  |  |  |  |  |                                                |  |  |  |  |  |  |  |                                                 |
|                 |  |  |  |  |  |  |  |                         |  |  |  |  |  |  |  |                                               |  |  |  |  |  |  |  |                                                |  |  |  |  |  |  |  |                                                 |
|                 |  |  |  |  |  |  |  |                         |  |  |  |  |  |  |  |                                               |  |  |  |  |  |  |  |                                                |  |  |  |  |  |  |  | 30. Edwyn Burnaby, godsägare & hovman           |
|                 |  |  |  |  |  |  |  |                         |  |  |  |  |  |  |  |                                               |  |  |  |  |  |  |  |                                                |  |  |  |  |  |  |  |                                                 |
|                 |  |  |  |  |  |  |  |                         |  |  |  |  |  |  |  |                                               |  |  |  |  |  |  |  | 15. Carolina Burnaby                           |  |  |  |  |  |  |  |                                                 |
|                 |  |  |  |  |  |  |  |                         |  |  |  |  |  |  |  |                                               |  |  |  |  |  |  |  |                                                |  |  |  |  |  |  |  |                                                 |
|                 |  |  |  |  |  |  |  |                         |  |  |  |  |  |  |  |                                               |  |  |  |  |  |  |  |                                                |  |  |  |  |  |  |  | 31. Anne Caroline Salisbury                     |
|                 |  |  |  |  |  |  |  |                         |  |  |  |  |  |  |  |                                               |  |  |  |  |  |  |  |                                                |  |  |  |  |  |  |  |                                                 |

## Kungliga standar

Elizabeth II:s kungliga standar i Storbritannien, förutom i Skottland.[136]
Elizabeth II:s kungliga standar i Storbritannien, den version som enbart används i Skottland.[136]
Elizabeth II:s kungliga standar, i egenskap av Australiens drottning.[137]
Elizabeth II:s kungliga standar, i egenskap av Jamaicas drottning.[138]
Elizabeth II:s kungliga standar, i egenskap av Kanadas drottning.[139]
Elizabeth II:s kungliga standar, i egenskap av Nya Zeelands drottning.[140]

## Bildgalleri

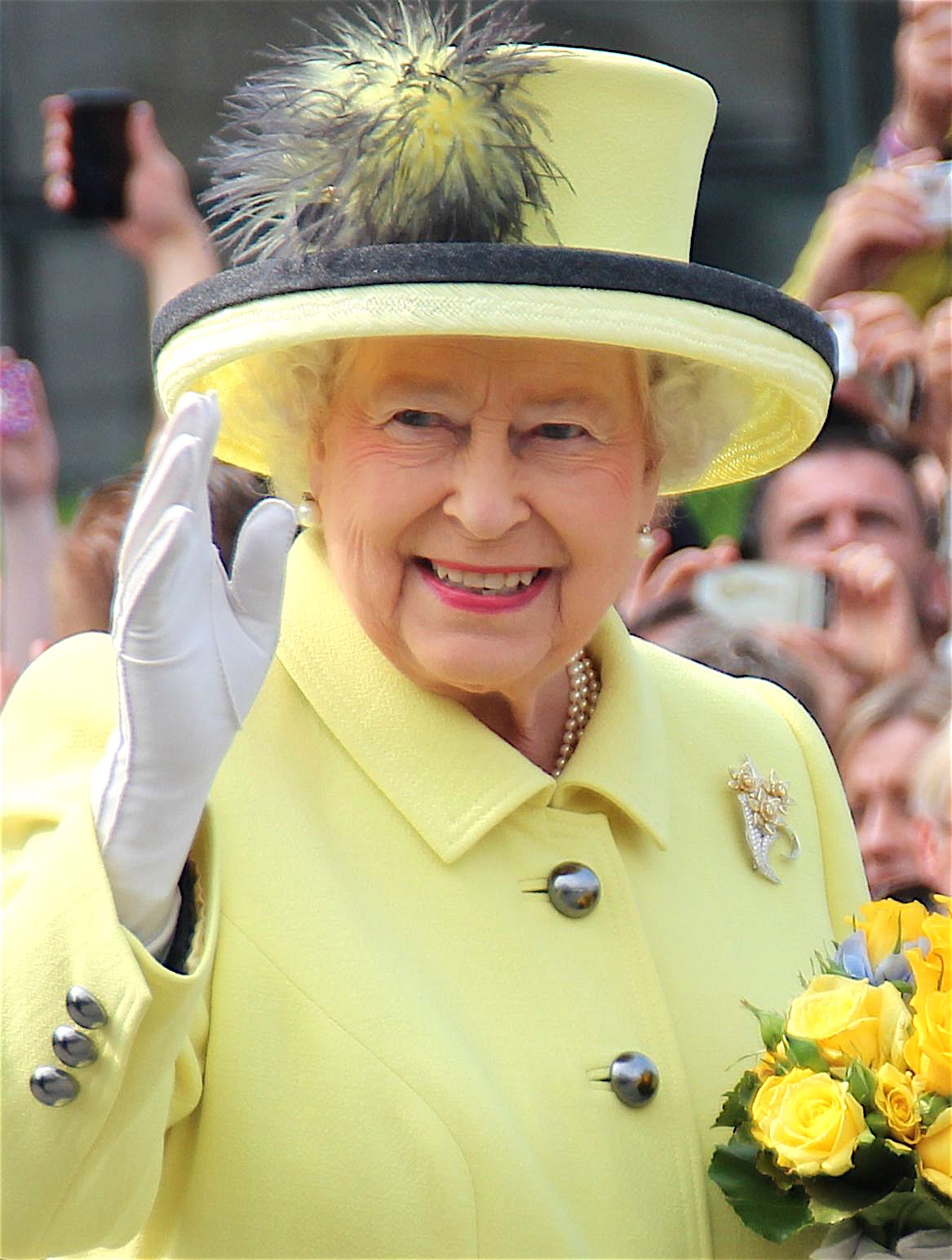
Elizabeth II i Berlin 2015.
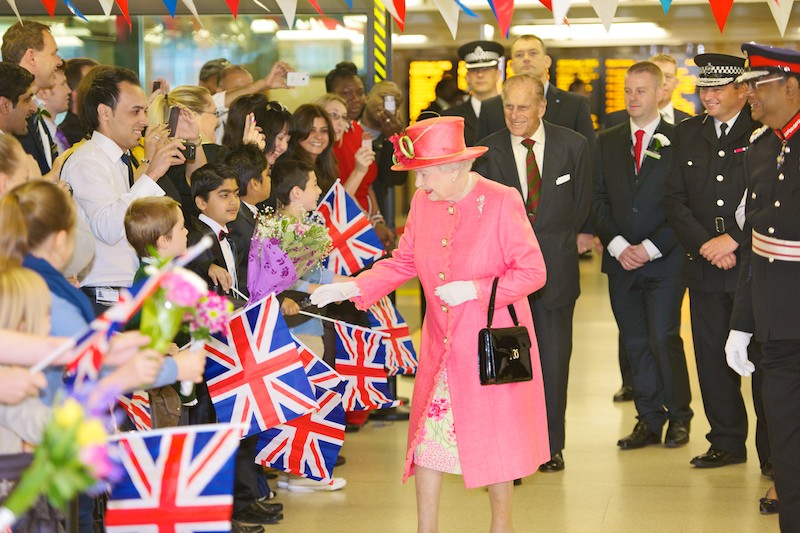
Besök i Birmingham i juli 2012 som en del av diamantjubileet.
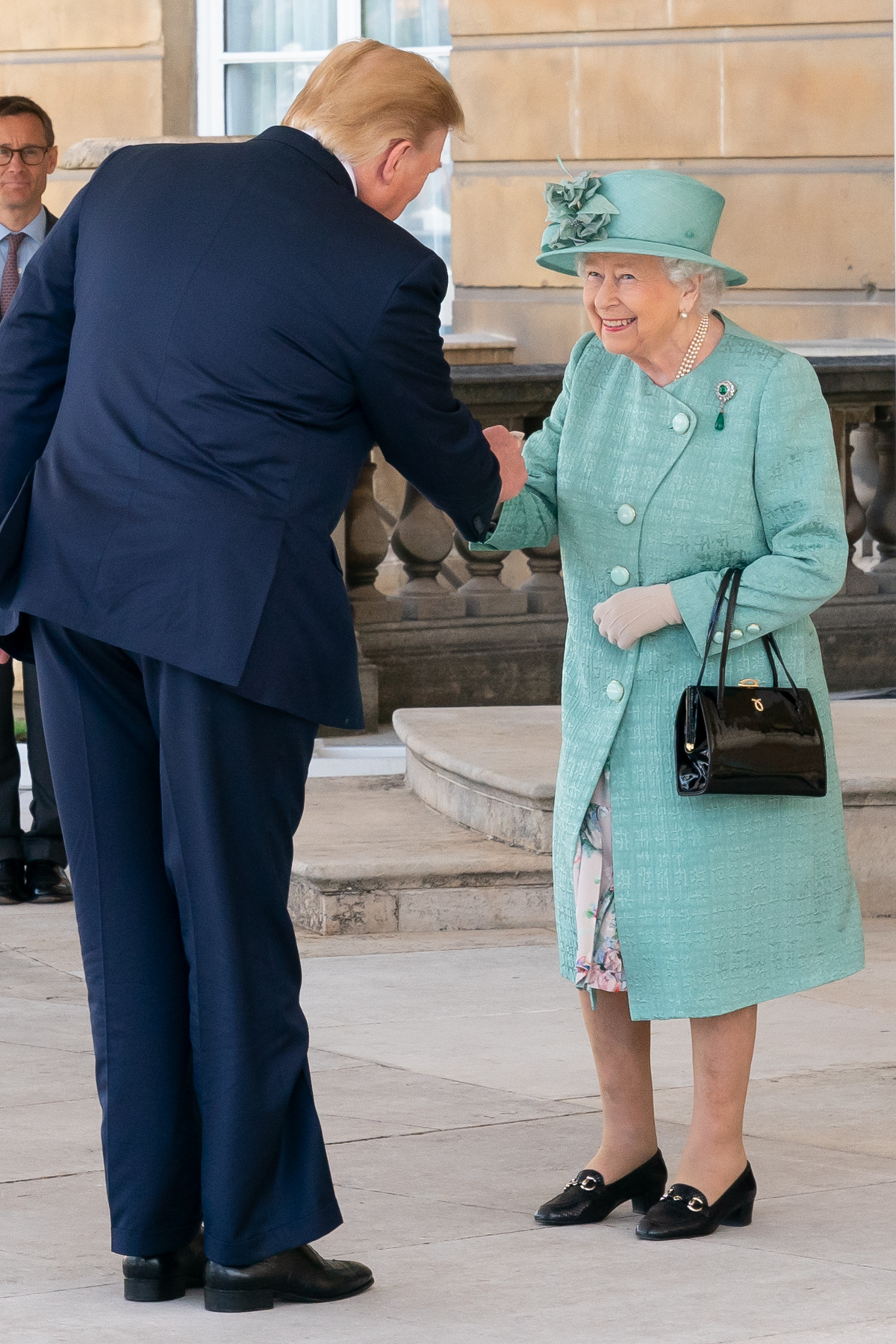
Elizabeth II välkomnar USA:s president Donald Trump vid statsbesök 3 juni 2019.